# Antoine Barcelo
Pour les articles homonymes, voir Barcelo.
Antoine Barcelo, né à Palma de Majorque le 1er octobre 1717 et mort le 30 janvier 1797, est un marin et militaire espagnol du XVIIIe siècle originaire des îles Baléares. Il commence sa carrière comme messager maritime de la marine marchande, mais son expérience et son habileté lui valent de servir dans l'Armada royale de la Maison Bourbon d'Espagne, d'où il se retire à un âge avancé avec le grade de lieutenant général, soit l'équivalent d'amiral.
Il est également connu, en français, comme don Antonio (de) Barcelo, en castillan, comme don Antonio Barceló y Pont de la Terra et, en catalan, comme don Antoni Barceló i Pont de la Terra; voire en français,, anglais, castillan et italien, comme général ou amiral « Barcello / Barcelló » ou, plus rarement, comme amiral ou don Antoine « Barcélo »,,,.
Les marines espagnole et américaine lui ont rendu hommage aux XIXe et XXe siècles en nommant plusieurs navires d'après son patronyme. L'amiral a également donné son nom à plusieurs rues de villes d'Espagne, dont Madrid et Barcelone, et inspiré des proverbes et un couplet: « Si le Roi d'Espagne en trouvait quatre comme Barceló, Gibraltar appartiendrait à l'Espagne et non aux Anglais. »
Dans son Dictionnaire historique ou Histoire abrégée des hommes qui se sont fait un nom publié en 1797, le jésuite belge François-Xavier de Feller, qui a rapporté les actions de l'amiral dans la presse francophone de l'époque, le surnomme « Barcelo, le Jean-Bart de l'Espagne ».

## Famille

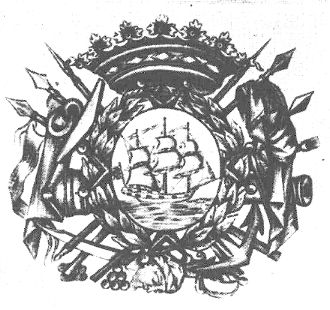
Armoiries authentiques de don Antoine Barcelo. Le blason est constitué d'un navire voguant (au centre), entouré d'une couronne de laurier (au centre). Sont également représentés une ancre (en bas à droite) et un canon (au centre) croisés, des lances (en haut à gauche et à droite), un drapeau de la régence d'Alger (à gauche), un turban (à droite), des boulets de canon (en bas), une tête de Maure avec un sabre d'abordage qui l'embroche (en bas), une couronne (en haut).

Il ne faut pas confondre Antoine Barcelo avec un homonyme contemporain, le capitaine Barcelo de Dunkerque, commandant du lougre L'Épervier de l'armateur Lefebvre (du 26 fructidor an III [12 septembre 1795] au 15 pluviôse an IV [4 février 1796]) et du cutter Le Sans Peur armé par Degravier (du 23 floréal an IV [12 mai 1795] à une date inconnue - présumé perdu corps et biens). Ce corsaire français donna son nom à la goélette Le Barcelo « armée en course et en marchandises » par Victor Hugues (en l'an V) et active contre la marine des États-Unis dans la mer des Antilles sous le Directoire.
Antoine Barcelo, marin des Baléares qui a obtenu l'un des plus hauts rangs hiérarchiques de l'armada espagnole, est lui né à Puig de Sant Pere, quartier de pêcheurs et de marins situé à Palma. La demeure dans laquelle il est né, en 1716 ou 1717 selon les sources, située au no 12 Carrer des Vi (« rue du Vin »), est désormais le collège San Alfonso des théatins (ordre catholique de clercs réguliers). La façade du no 12 ne mentionne guère l'établissement scolaire privé mais comporte, depuis 1967 (régime franquiste), une plaque commémorative à la mémoire de son illustre habitant.

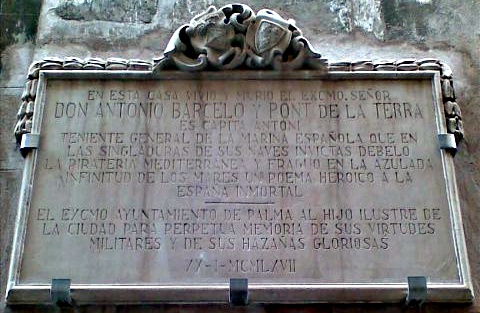
Plaque commémorative sur la façade de la maison natale d'Antoine Barcelo à Palma de Majorque:
« Dans cette maison vécut et mourut l'Excellentissime Monsieur Don Antoine Barcelo y Pont de la Terra, le capitaine Antoni, lieutenant-général de la marine espagnole qui, dans les voyages de ses navires invaincus, supprima la piraterie en Méditerranée et forgea, dans l'infinitude bleutée des mers, un poème héroïque à l'Espagne immortelle.
L'Excellentissime municipalité de Palma de Majorque au fils illustre de la ville pour perpétuer la mémoire de ses vertus militaires et de ses exploits glorieux. 20 janvier 1967. » (traduction de l'espagnol)

Antoine Barcelo est descendant de Pedro Barceló (XIIIe siècle), alias Pierre Bar, majorquin natif de la seigneurie de Montpellier, qui a participé à la Reconquista des Baléares avec Jacques Ier d'Aragon.
En 1737, Antoine Barcelo épouse Francisca Bonaventura, fille de don Joan Jaume, de Calviá. Le père d'Antoine, Onofre Barcelo, était lui-même un marin, patron d'un chébec transméditerranéen affecté au transport de marchandises entre les îles Baléares et la Catalogne.
Le frère cadet d'Antoine, don Joseph Barcelo (ou José Barcelo), est lui aussi marin : il est commandant du chebec nommé, en castillan, San Antonio ou, en catalan, Sant Antoni de Pàdua (en français Saint-Antoine de Padoue). Il a participé à l'opération anti-corso du 21 janvier 1766, comme l'atteste le tableau ex-voto de la même date sur lequel il est représenté avec son navire. Il décède à Carthagène (Murcie) le 18 mars 1778.
Le neveu d'Antoine, Onofre Barcelo-Potgi (décédé en 1806 à Palma), est également marin, patron de courrier chébec à Majorque. En 1775, il rejoint la flottille des chébecs royaux de don Antoine Barcelo, puis est nommé aspirant (alférez de fragata) en 1776. Il prend part à la guerre de course contre les barbaresques, aux expéditions d'Alger et de Melilla, au siège de Gibraltar et à la conquête franco-espagnole de Minorque dirigée par le duc de Crillon en 1782, et est promu lieutenant de vaisseau (Teniente de navío). En 1794, il commande le Sant Blai (Blaise de Sébaste) durant les opérations navales contre la France et est nommé capitaine. Il termine sa carrière en tant que commandant de marine à Mahón (Minorque).
Son autre neveu, don Franciso Barcelo, est un marin de l'Armada royale et s'illustre durant la guerre d'Espagne (1808-1814) qui oppose l'empire de Napoléon aux Espagnols et aux Britanniques. Son principal fait d'armes a lieu en juin 1808 durant le siège de Gérone, le neveu a alors le grade de lieutenant de vaisseau (Teniente de navío), soit capitaine de navire, et dirige la prise du château de Montgat en Catalogne. Le réduit fortifié était alors occupé par une compagnie napolitaine de la division Lechi depuis la prise de la place par le général Guillaume Duhesme. L'opération s'est déroulée avec le concours des capitaines de croiseurs britanniques mouillant à El Masnou et de 9 000 miliciens catalans ou « territoriaux » (les somatenes) des communes d'Alella, Tiana, Taya, El Masnou, Vilassar et Premia.
Le petit-fils d'Antoine, don Antoine Barcelo-Madueno, né en 1850 à Malaga (Andalousie), épouse doña Dolores de Torres-Ribera et a 12 enfants,. Il suit des études dans une grande école de commerce et fonde en 1876 l'exploitation vinicole Bodegas Barceló y Torres (lit. « caves Barcelo et Torres ») spécialisée dans le négoce de la culture et de l'exportation de malaga, ainsi que la fabrication de liqueurs et brandys,. Il devient alors l'un des premiers exportateurs de vins espagnols,, mais ce sont ses nombreux enfants qui transforment l'entreprise familiale en multinationale, le groupe H.A.Barceló pour Hijos de Antonio Barceló (en français, « les descendants d'Antoine Barcelo »),.

## Carrière

### Messagerie royale (1733-1738)

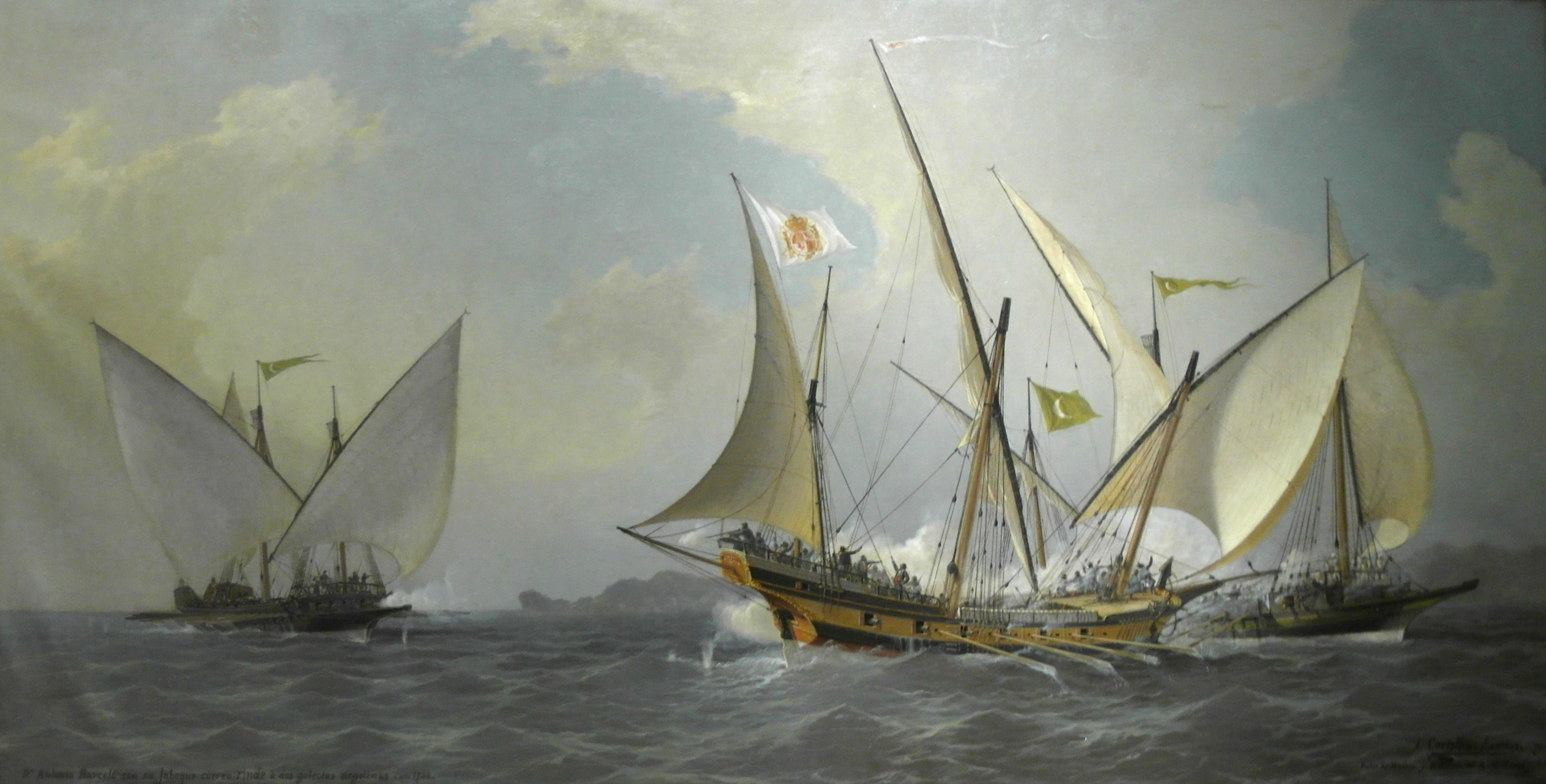
Antoine Barcelo, avec son chébec courrier, repousse deux galiotes algériennes. (1738). Huile sur toile d'Angel Cortellini-Sanchez conservée au Musée naval de Madrid.

En cette époque, l'activité de marin aux Baléares était périlleuse du fait des fréquentes incursions barbaresques, des pirates algériens, tunisiens et berbères écumant les côtes de la Méditerranée occidentale. La vitesse de croisière et les garanties que donnait Onofre Barceló lui permirent d'obtenir la concession du trafic de la Messagerie royale avec la Péninsule.
Dès qu'il est assez âgé, le jeune Antoine embarque sur le navire de son père, d'abord comme simple mousse puis comme matelot et enfin comme troisième pilote (il a alors 16 ans). Peu après, son père Onofre meurt d'un vieillissement prématuré causé par ses périples prolongés en mer, et Antoine, qui n'est âgé que de 18 ans, doit prendre la succession.
L'année suivante, il fait la route Palma de Majorque-Barcelone. Il essuie ses premières attaques barbaresques, les pirates sévissant alors partout sur les côtes du Levant espagnol.

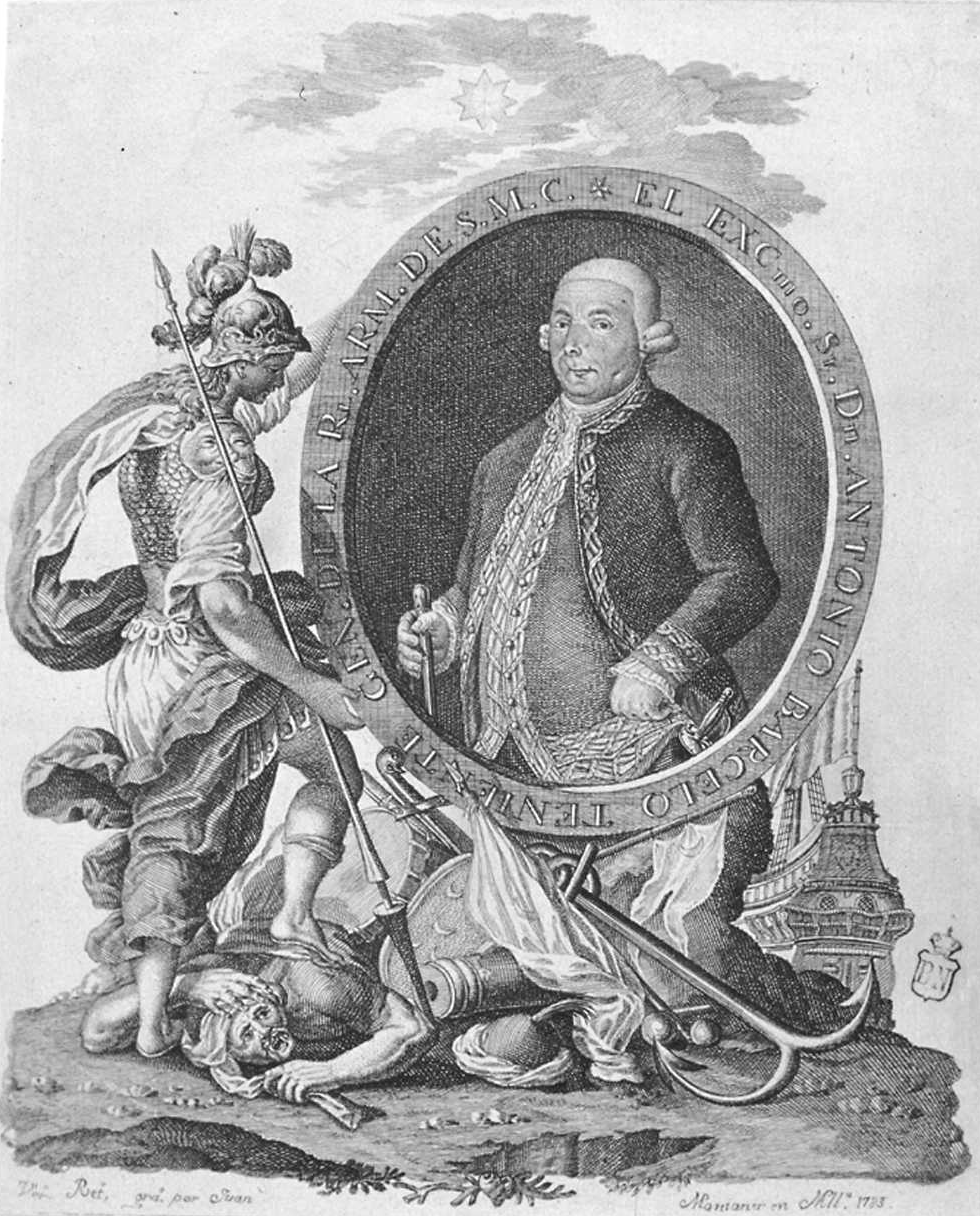
L'Excellentissime Monsieur Don Antoine Barcelo, lieutenant-général de la marine royale de Sa Majesté Catholique. (1783)

Sa réputation de bravoure croît parmi les gens de mer et s'accroît après un combat l'opposant à deux galiotes algériennes. Son action déterminée parvient aux oreilles de la Cour, tant et si bien que le roi Philippe V lui confère le rang d'enseigne de frégate le 6 novembre 1738 (Antoine est alors âgé de 21 ans). Ce titre honorifique ne donne droit à aucune rémunération.
La lettre patente royale lui accordant sa nomination est rédigée en ces termes :

### Guerre de course (1748-1775)

#### Opérations

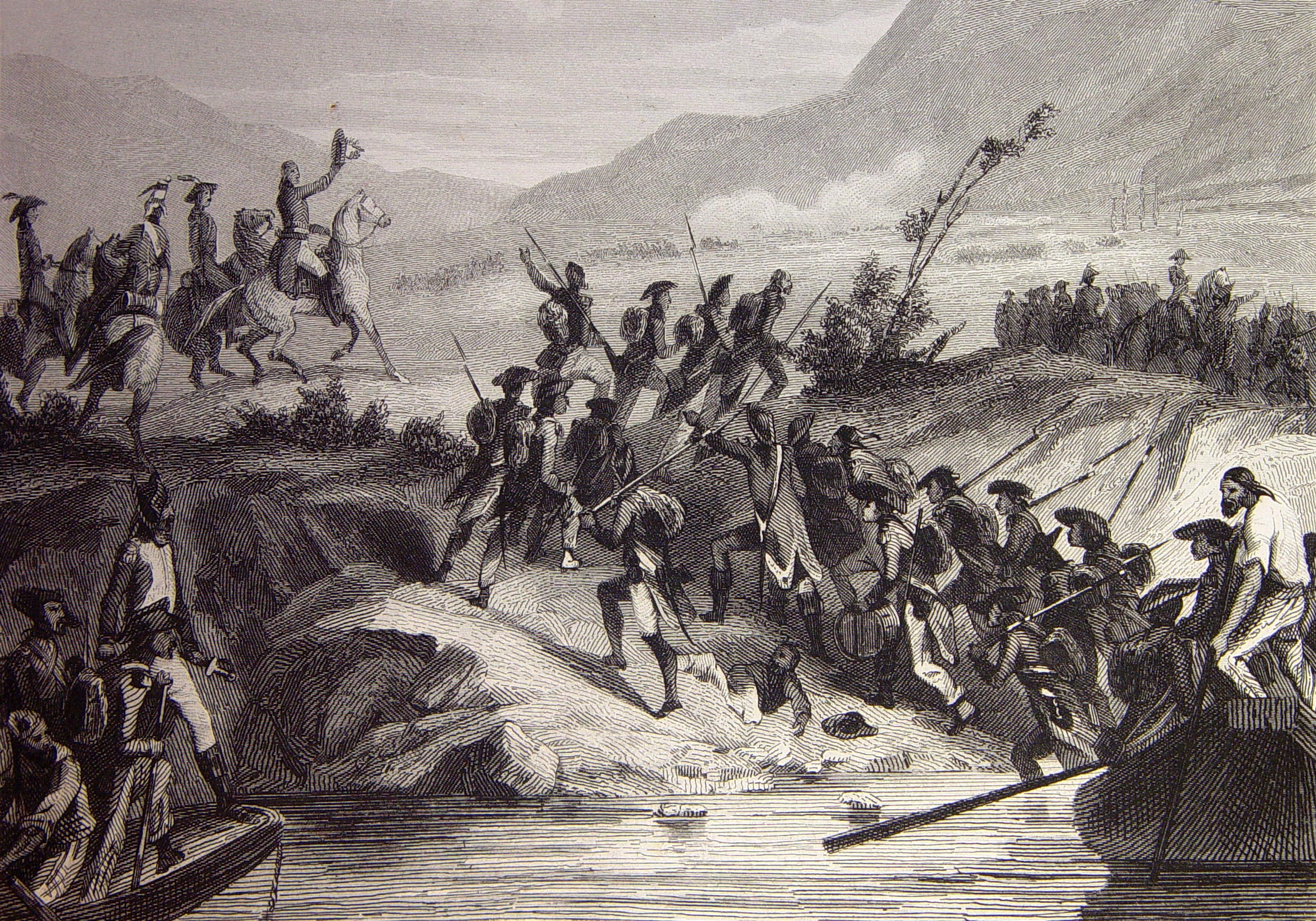
Barcelo débarque en Afrique. (A. Roca, Barcelo desembarca en Africa, 1852)

Les corsaires et pirates de la côte des Barbaresques naviguant dans des demi-galères n'hésitent pas à débarquer sur la péninsule afin d'enlever des chrétiens qu'ils réduisent en esclavage. Les paysans catalans sont parfois amenés à prendre les armes contre ce fléau qui a conduit Espagnols, Français, Anglais, Hollandais et Américains à bombarder Alger à maintes reprises de 1620 (Robert Mansell) à 1816 (Lord Exmouth). Don Antoine Barcelo acquiert la renommée à l'occasion de ses nombreuses campagnes visant à combattre le corso de la régence d'Alger ; en témoigne son surnom de « Terreur des Africains » et plus tard son titre de « commandant général du corso des îles Baléares et des côtes d'Afrique ». Les résultats qu'il obtient durant cette guerre de course lui valent d'être promu lieutenant de vaisseau (Teniente de Navío) en 1756. Une bataille de cette année-là est rapportée dans le tome LXXX (août 1756) de la Suite de la Clef ou Journal Historique sur les Matières du Tems.

« D'Espagne,

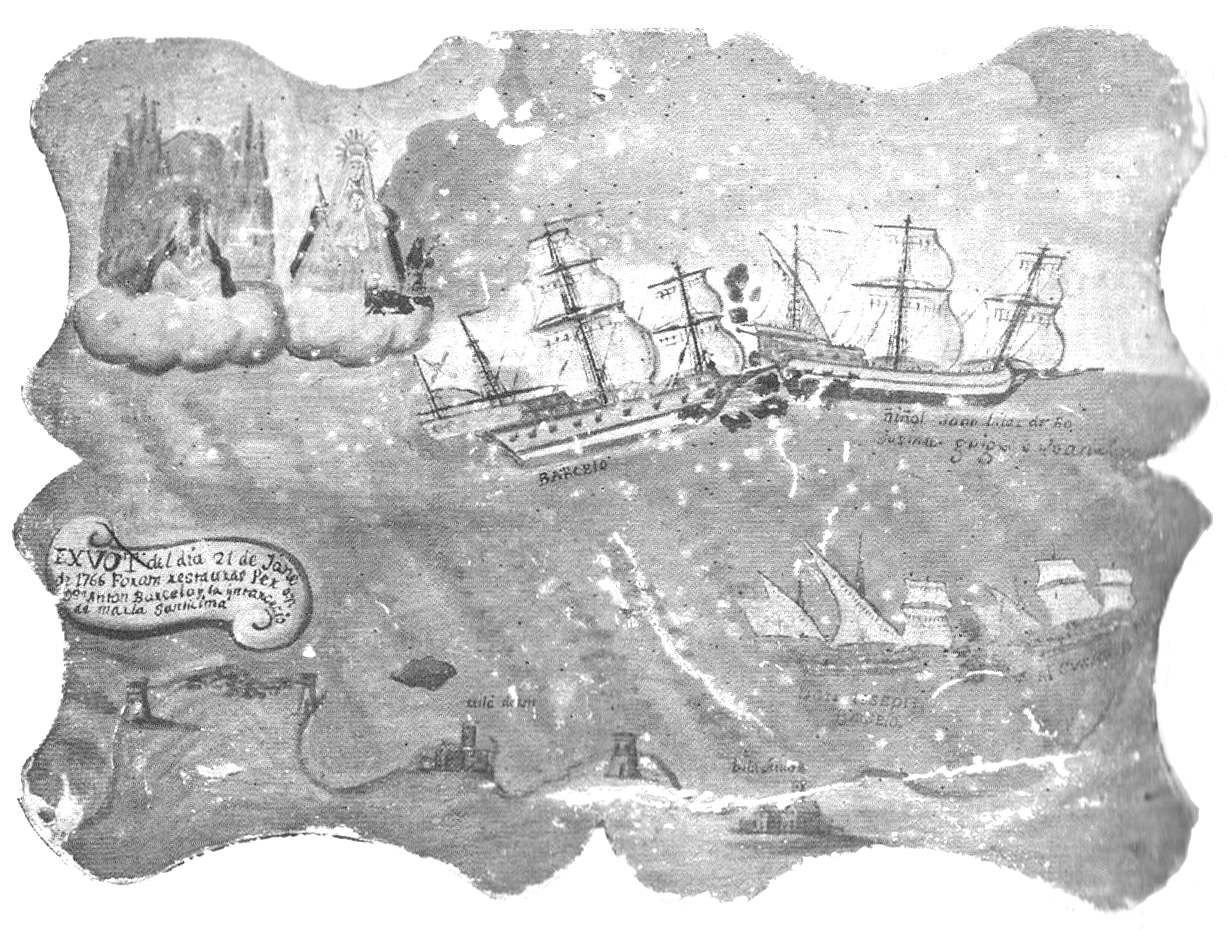
Le 21 janvier 1766, don Antoine Barcelo (dont le navire est représenté au centre) et son frère don Joseph (représenté en bas à gauche) ont libéré des chrétiens qui ont immortalisé cette action dans un ex-voto intitulé « Barceló ». Dans le coin supérieur de gauche figurent la Vierge de Montserrat et la Vierge de la Cisa. (1766)

Don Antoine Barcelo, commandant le chébec Le Courier de Mayorque, étant parti de Barcelone pour Palma, découvrit le 13 juin entre deux et trois heures du matin sur la pointe de Rio-Liobnegat deux galiottes barbaresques, qui avaient les voiles serrées. Dès que les galiottes l'aperçurent, elles mirent leurs voiles au vent, et s'aidant en même temps de leurs rames, elles vinrent sur lui. Lorsqu'elle furent à deux portées de canon, elles reconnurent à la manœuvre que le chébec n'était point un navire marchand. Elles revirèrent de bord dans le dessein de prendre la fuite. Don Barcelo gagna le vent. Un calme qui survint facilita à l'un des corsaires le moyen de dériver sur le chébec. Les Espagnols présentèrent la proue à l'ennemi, qui eut son éperon et la vergue de trinquet rompus. Cet accident ne le rebuta point. Quelques-uns de ses gens sautèrent avec intrépidité dans le chébec, mais ils furent sur le champ massacrés. Tous ceux qui les suivirent eurent le même sort, et les autres furent obligés de se rendre. La galiotte était armée de deux canons et de douze pierriers. Il y avait à bord 24 Turcs et 45 Maures. Cinquante et un hommes de cet équipage ont été tués à l'abordage ; et 12, du nombre desquels est le capitaine nommé Ali, ont été blessés. Personne n'a été tué du côté des Espagnols, et ils n'ont eu de blessés que leur contremaître et 5 matelots. Le succès de ce combat fait d'autant plus d'honneur à don Barcelo que son équipage n'était composé que de 44 hommes, y compris 8 mousses. On a su par le capitaine Ali que la galiotte dont on s'est emparé appartenait au dey d'Alger. L'autre galiotte, qui a pris la fuite pendant l'action, est plus forte que celle-ci en équipage. »

Plus tard, le Suisse Albert de Montet, correspondant à Gênes, en Italie, pour la gazette francophone Nouvelles de Divers Endroits, témoigne d'une autre opération anti-corso de don Barcelo (qu'il prénomme alternativement « Antoine » et « Antonio ») dans les colonnes du numéro du 19 juillet 1769 :

« De Gènes, le 11 juillet 1769

On écrit de Barcelone que, le 19 du mois dernier à 4 heures du matin, deux galiotes maures enlevèrent à 4 lieues de cette ville 18 pêcheurs avec leurs barques. Comme il y avait encore d'autres pêcheurs le long de la côte, ces corsaires se revêtirent des habillements de leurs captifs et vinrent pour se saisir de ces barques par adresse ; mais la nouvelle de leur première prise s'était déjà répandue dans le public. Don Antoine de Barcelo, qui commande les chebecs du roi, monta sur un de ses bâtiments et alla à leur poursuite. Il les atteignit le lendemain, les attaqua et s'empara de leurs galiotes, sur lesquelles il se trouva 40 Turcs, 50 Maures et les 18 pêcheurs. Il n'y eut personne de tué dans cette affaire. Don Antonio de Barcelo rentra dans le port de Barcelone le 25. Ces deux galiotes sont de la Régence d'Alger, d'où, selon le rapport des gens de l'équipage, deux autres galiotes devaient mettre incessamment à la voile pour le même objet. »

#### Bilan des prises (1762-1769)
En 1984, le Premier Congrès d'histoire moderne de Catalogne (Primer Congrés d'Història Moderna de Catalunya) dresse un bilan des prises de don Barcelo dans le cadre de sa campagne anti-corso, bilan fondé sur les archives de la gazette espagnole Gaceta de Madrid. Voici la traduction de ce tableau :
| Date            | Lieu                 | Modèle et nationalité  | Canons       | Morts | Blessés | Prisonniers | Fugitifs | Livraison des prises                                                   |
| --------------- | -------------------- | ---------------------- | ------------ | ----- | ------- | ----------- | -------- | ---------------------------------------------------------------------- |
| Mai 1762        | Salou                | 1 pinque maure         | 10           | 14    | 5       | -           | -        | Barcelone                                                              |
| 7 juin 1762     | Barcelone            | 1 londro (en) algérien | 10           | 27    | -       | -           | -        | Palamós                                                                |
| 22 juin 1762    | Barcelone            | 1 galiote algérienne   | 4            | 5     | 4       | 34          | -        | Barcelone                                                              |
| 30 août 1762    | Carthagène           | 2 chébecs algériens    |              | 2     | 2       | 100         | -        | Alicante                                                               |
| Février 1763    | Carthagène           | 1 chébec algérien      |              | 10    | -       | 79          | -        | Carthagène                                                             |
| Juillet 1763    | Palamós              | 1 galiote algérienne   |              | -     | -       | 55          | -        | Palamós                                                                |
| 21 janvier 1766 | Cabo de Gata         | 1 saetía algérienne    |              | 6     | -       | -           | 18       | Malaga (libération de 4 chrétiens)                                     |
| 25 janvier 1766 | Cabo de Gata         | 1 pinque algérienne    |              | 25    | 3       | 51          | -        | Málaga (capture de 1 renégat)                                          |
| 31 août 1768    | Majorque - Ibiza     | 1 chébec algérien      | 20/18 montés | 65    | -       | 144         | -        | Barcelone (libération de 1 captif napolitain, évacuation de 5 blessés) |
| 11 octobre 1769 | Détroit de Gibraltar | 1 chébec algérien      | 24           | -     | -       | -           | 250      |                                                                        |
| 30 octobre 1769 | Algésiras            | 1 chébec algérien      | 30           | 52    | 18      | 210         | 20       |                                                                        |

### Expédition de Civitavecchia et de Corse (1767)

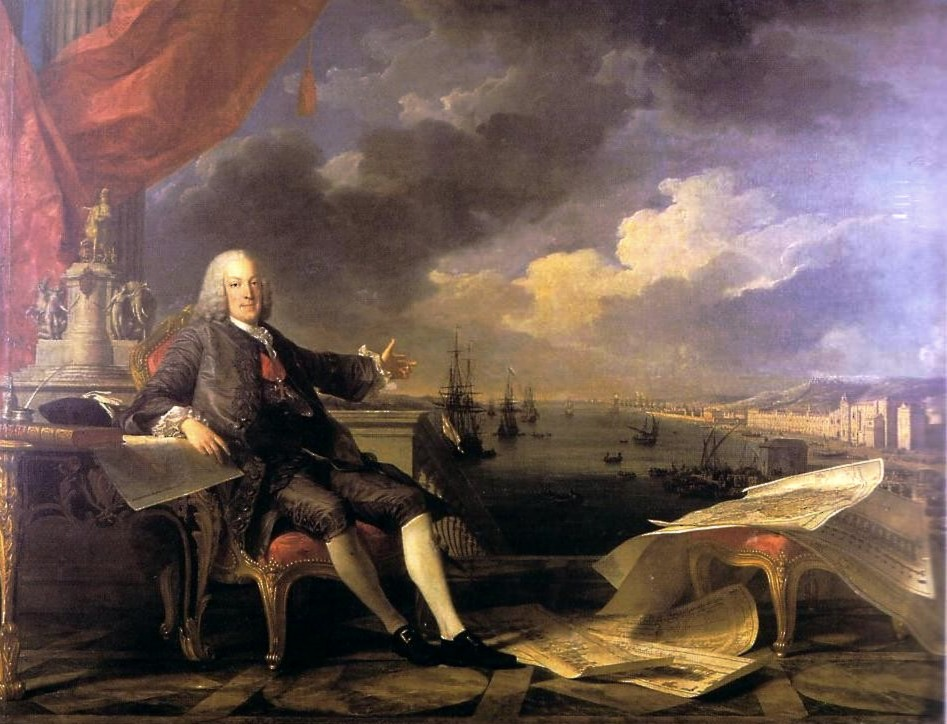
Le Marquis de Pombal : L'Expulsion des Jésuites, tableau de 1766.

Le 2 avril 1767, le roi Charles III donnait la Pragmatique Sanction depuis le Palais du Pardo à Madrid. Par ce décret il ordonnait l'expulsion des membres de l'ordre de la Compagnie de Jésus. Les jésuites de la « Province d'Aragon » étaient ainsi mis aux arrêts pour être rassemblés au port de Salou, province de Tarragone d'où devait partir une flotte chargée de les conduire en exil à Rome, capitale des États pontificaux.
Le 29 avril, 532 religieux sont embarqués à bord d'un convoi composé de 13 vaisseaux de transport, dont 2 navires marchands, et défendu par 3 navires de guerre. Don Antoine Barcelo commandant l'expédition monte le navire-mère, El Atrevido (ou L'Audaz selon les versions), il est escorté par deux chébecs, le Catalan et El Cuervo.
Le 30 avril à 21h00, la flotte quitte le port de Salou et se dirige vers Palma de Majorque où elle doit également recueillir les jésuites expulsés de l'archipel des Baléares. Le 1er mai, don Antoine Barcelo fait jeter l'ancre dans la baie de l'île de sa Porrassa (en) (Magaluf) tandis qu'un navire de transport est chargé d'accoster à Palma pour embarquer les jésuites des trois collèges majorquins et de la résidence d'Ibiza,.

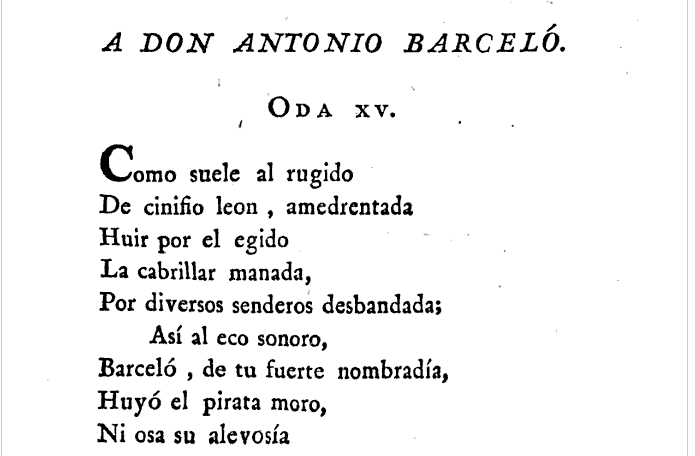
Ode à don Antoine Barcelo par le jésuite expulsé d'Espagne et exilé à Ferrare, le père don Pedro Montegón. 1794

La flotte reprend la mer le 4 mai avec pour destination le port de Civitavecchia, province de Rome. Le 13 mai la flotte est accueillie dans la rade de Civitavecchia par une canonnade; en interdisant aux réfugiés de débarquer, le pape Clément XIII, souverain des États pontificaux, entendait ainsi protester contre le décret du roi d'Espagne. Pris au dépourvu, don Antoine Barcelo demande des consignes à Charles III par messager et le 18 mai décide de lever l'ancre pour replier la flotte en Corse, République de Gênes. Bastia est alors choisi comme premier port d'attache provisoire mais, bien que les villageois leur fassent un bon accueil, le Recteur du collège jésuite local refuse d'accueillir les exilés par crainte de représailles politiques de la part de Louis XV de France via ses garnisons d'Ajaccio, Algajola ou Calvi et la flotte doit reprendre la mer.
Le 28 août, après deux mois d'ordres et contre-ordres de débarquement en différents points de l'île, don Antoine Barcelo décide finalement de débarquer les 580 religieux dans la rade du village de Bonifacio qui est situé à l'opposé de Bastia. Le 4 septembre 1767, profitant d'un vent favorable, don Antoine Barcelo fait lever l'ancre pour retourner en Espagne en abandonnant les jésuites à leur sort.
Le 18 octobre 1768, les négociations politiques tractées entre Gênes, Rome et Madrid au sujet des exilés de Bonifacio aboutissent et ils sont finalement autorisés à venir s'installer à Ferrare, dans les États pontificaux. Plus tard, avec la suppression de la Compagnie de Jésus par le Pape Clément XIV le 21 juillet 1773, il est question du rapatriement des jésuites. Ce sujet est évoqué par Pierre Rousseau dans le Journal encyclopédique ou Universel paru au Duché de Bouillon en septembre 1773: « On conclut de là qu'ils pourraient bien retourner en Espagne, et cette opinion est fondée sur la nouvelle, que don Barcelo, commandant des chébecs qui ont transporté ces religieux sur la plage de l'État ecclésiastique, fait équiper à Barcelone les bâtiments nécessaires pour les reconduire dans leur patrie ».
Un des réfugiés, le père don Pedro Montegón, rend hommage au commandant de l'expédition de 1767 en composant l'ode A don Antonio Barceló. Oda XV. dans un recueil publié à Madrid en 1794 et dont voici la traduction d'un extrait:

### Expédition d'Alger (1775)
En 1775, il participe à l'expédition d'Alger destinée à réduire les pirates de Méditerranée et commandée par le Général irlandais Alejandro O'Reilly.
Le débarquement tourna au désastre du fait du surnombre des assaillants mais le capitaine de frégate Barcelo parvint à rembarquer les troupes. Il en recevra la promotion de Brigadier de la marine.

### Siège de Gibraltar (1779-1783)
Cet article décrit le rôle de don Antoine Barcelo au cours du Siège de Gibraltar. Pour une vision plus générale de la bataille, consulter l'article connexe.

#### Blocus maritime (1779)
Le 12 avril 1779, le traité d'Aranjuez signe l'engagement de l'Espagne au côté de son allié Bourbon français en soutien des États-Unis qui mènent une Guerre d'indépendance contre la Grande-Bretagne.

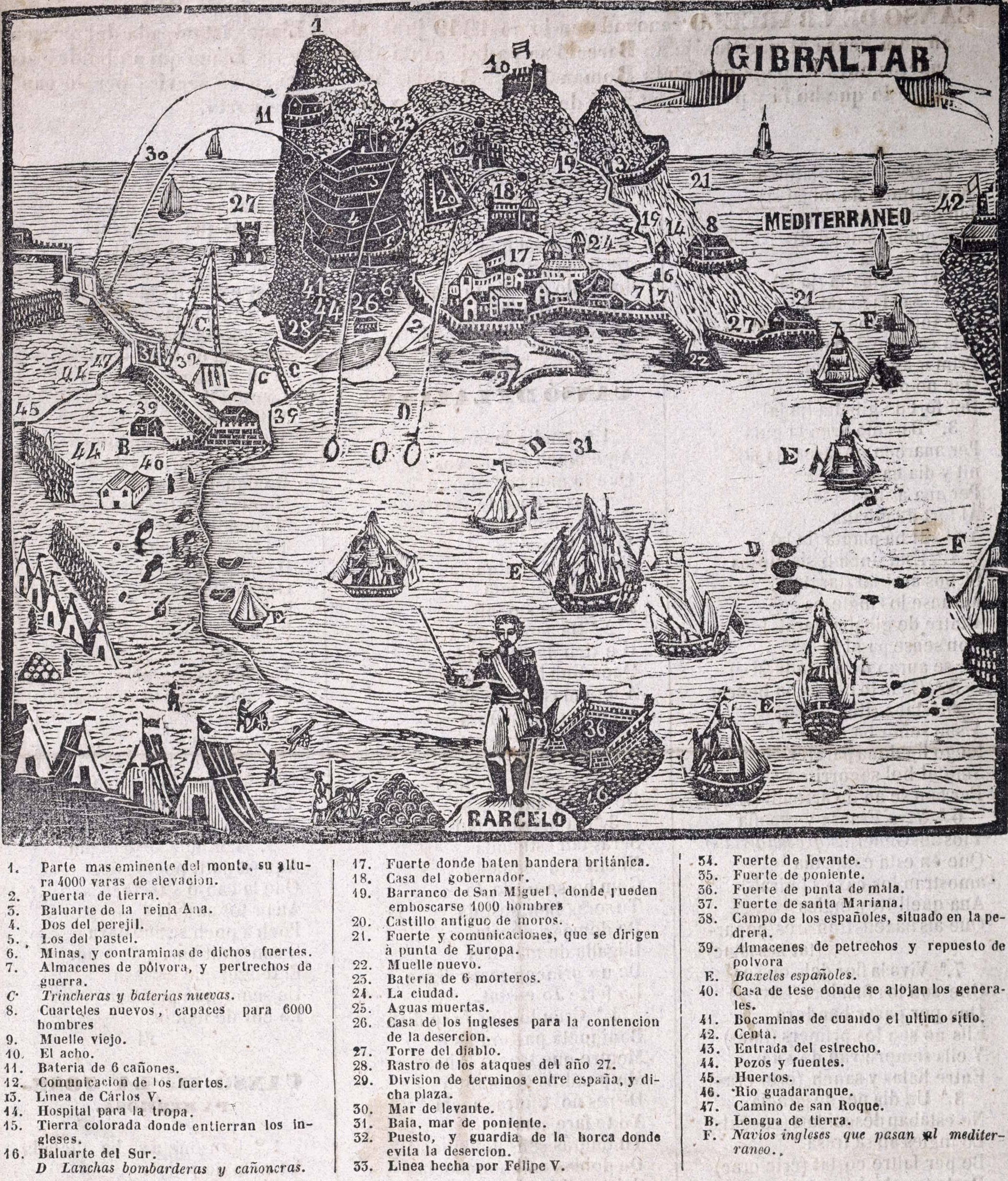
Plan de bataille du siège de Gibraltar. Don Barcelo y est représenté tenant son épée dans la main droite et son tricorne de l'autre main.

Don Barcelo est nommé chef d'escadre de l'Armada royale et commandant général de la flotte chargée d'assiéger l'enclave et forteresse stratégique britannique de Gibraltar qui est située à l'extrémité méridionale de la péninsule Ibérique et à proximité de la côte marocaine. Parti de la côte Est-andalouse à la tête de frégates, chebecs et galiotes, il arrive sur place en juillet 1779.
La mise en place du blocus maritime, les forces respectives en présence et la capture du 4e rang britannique HMS Experiment sont décrites par le jésuite belge François-Xavier de Feller (S.J.) dans la revue francophone Journal historique et littéraire de septembre 1779 (p. 43-44)

« MADRID (le 27 juillet 1779.)

[…] On écrit de Cadix, que le gouverneur de la place y refusait depuis le 3 de ce mois, des lettres de santé aux capitaines de navires, sans exception de nations; ce qui arrêtait le départ des vaisseaux; mais comme ce refus se fait par des raisons particulières, et s'étend même sur les navires espagnols, on a lieu de croire qu'il ne sera pas de durée. Les navires qui sont partis de Carthagène pour se rendre à Cadix, sont arrivés le 11 de ce mois à Malaga, et le même soir M. Barcelo a mis à la voile de ce dernier port avec son escadre pour le détroit. D'autres lettres de Cadix rapportent que nous y avons conduit 4 prises anglaises, au nombre desquelles se trouve le corsaire anglais l'Expériment, si connu par les prises qu'il a faites. On ajoute que deux vaisseaux de guerre de 70 canons chacun, ont mis à la voile vers la fin du mois dernier, pour aller jusqu'à la hauteur de Madère au-devant des navires qui reviennent des îles Açores pour parvenir à réduire par la faim la place de Gibraltar, défendue par la force locale et par une nombreuse garnison, on a pris les mesures les mieux combinées. Outre la défense sous peine de mort, d'y faire passer des vivres par mer, une armée d'observation a ordre d'intercepter tout approvisionnement de vivres qui pourrait y arriver par terre. Du côté de la mer une partie de l'escadre de Cadix bloque le port, tandis que 2 vaisseaux de 70 canons, 2 frégates, 5 chebecs de 32 chacun, et 7 galiotes parties de Carthagène, ont le même but. Don Barcelo a dû aussi partir de Cadix avec une division de 7 vaisseaux de guerre, tous de 70, 2 frégates, 2 chebecs, quelques galiotes et 3 bateaux plats, chacun avec une pièce de 24 livres de balle, pour aller seconder cette entreprise. Le secret que garde la cour nous empêche d'être bien instruit de l'état et de la position actuelle de nos escadres. »

La position précise des escadres n'est connue que quelques jours plus tard, ainsi que la remise en liberté des captifs français par les Anglais; ceci figurant dans le même ouvrage (p. 117-118) :

« CADIX (le 30 juillet 1779.)

Tous les prisonniers français qui restaient à Gibraltar ayant été mis en liberté, en sont sortis par ordre de l'amiral Duff, commandant de la marine en cette place, que l'escadre espagnole, aux ordres du sieur Barcelo, chef-d'escadre, et composée de six ou sept chebecs, quatre galiottes et plusieurs autres petits bâtiments, bloque actuellement par mer; il y a aussi deux vaisseaux de ligne, le Saint-Jean-Baptiste et le Saint-Janvier, et deux frégates, la Sainte-Cécile et la Sainte-Lucie, formant une division aux ordres du sieur de Texada et faisant partie de la même escadre; cette division est mouillée depuis quinze jours ou environ, dans la baie d'Algésiras vis-vis le port de Gibraltar, tandis que celle des chebecs du sieur Barcelo, est en station à l'embouchure du détroit, en sorte qu'il est difficile, pour ne pas dire impossible, qu'il puisse entrer dans la baie de Gibraltar aucun bâtiment quelconque, sans que les chebecs et vaisseaux espagnols en aient connaissance : ces derniers viennent de reprendre une barque espagnole qui, allant de la Havane à Cadix, avec un chargement de dix mille cuirs, avait été prise par un armateur anglais, qui la conduisait à Gibraltar : ils se sont emparés aussi, le même jour, d'une polacre napolitaine qui venait de Londres, chargée de draps, quincaillerie, plomb et autres marchandises d'Angleterre, avec une destination apparente pour Naples. »

L'évolution du siège, l'ambiance exécrable qui règne désormais au sein de la flotte et le soutien appuyé du monarque espagnol envers don Barcelo sont rapportés dans la même édition du journal (p. 115-117) :

« MADRID (le 13 août 1779.)

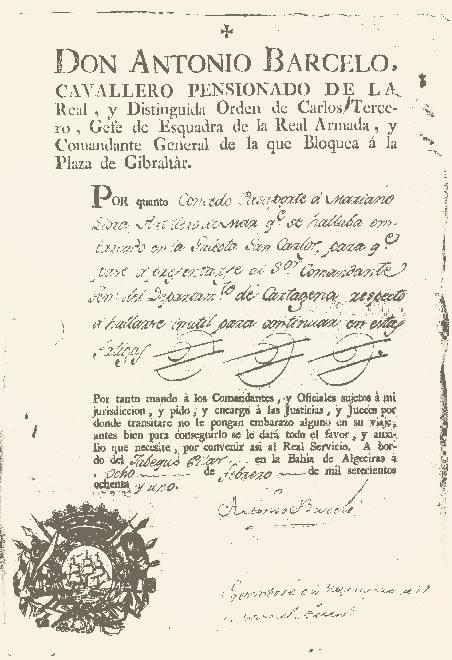
Passeport délivré par Antoine Barcelo (chebec Pilar) et relevant de ses fonctions Mariano Libra, artilleur de marine (galiote San Carlos) au motif qu'il est "inutile de continuer dans cet état de fatigue". (8 février 1781)

Plusieurs avis nous apprennent l'attaque, que don Barcelo, commandant d'escadre de chebec destinée à bloquer Gibraltar, a essuyé de la part du vaisseau anglais le Panthère (en), monté par l'amiral Duff, et accompagné de plusieurs frégates ou balandres de sa nation. Il paraît que le chef d'escadre Texada, sorti le 10 juillet de Malaga avec deux vaisseaux de ligne et deux frégates, en même temps que don Antonio Barcelo, refusa de le secourir en cette rencontre, sous prétexte qu'il n'avait point d'ordre d'obéir à Mr Barcelo; et qu'il a été cause par-là qu'une partie du convoi chargé de munitions de guerre pour Cadix, que celui-ci avait sous son escorte, a été enlevée et conduite à Gibraltar, quoique certains avis assurent, qu'après un combat de 24 heures, Mr Barcelo a été assez heureux pour se retirer sous le canon de Ceuta, sans avoir perdu un seul bâtiment. Sur les plaintes que ce chef d'escadre a porté sur la conduite de Mr Texada, Sa Majesté pour obvier a de pareils inconvénients, lui a adressé une cédule royale, conçue en ces termes :
Le Roi étant informé que les forces qui sont à vos ordres, ne sont pas suffisantes pour vous opposer à celle des ennemis à la place de Gibraltar, faisant connaître par cette raison l'impossibilité de la bloquer avec exactitude par mer, pour empêcher tout secours, il a résolu de joindre trente bâtiments de guerre à vos ordres, afin que vous en disposiez de la façon que vous jugerez la plus convenable pour la réussite des intentions de Sa Majesté qui vous ont été communiquées, vous accordant en même temps la faculté de casser tout officier de guerre qui sont à vos ordres, qui ne se comporteront pas selon vos désirs; je vous le fait savoir de sa part, pour sa plus parfaite observation, Sa Majesté ayant une entière confiance en votre conduite militaire déjà connue par les preuves sans nombres de vos bons succès dans toutes ses commissions.
Depuis la réception de cet ordre, don Barcelo a pris presque tous les navires qui se rendaient à Gibraltar, entre autres divers bâtiments portugais, napolitains et un hollandais chargé de vivres, lesquels ont tous été conduits à Cadix. On mande de cette dernière place que le 24 juillet une frégate suédoise faisant cours pour la baie de Gibraltar, fut d'abord suivie par deux frégates et un chebec de l'escadre de don Barcelo, qui ayant ordonné inutilement à la frégate suédoise de s'arrêter avaient tiré sur elle, à quoi elle avait répondu par un coup de canon en manœuvrant avec tant de diligence, qu'elle était entrée en bon état dans la baie de Gibraltar ; mais que ladite frégate en était ressortie le 27, elle avait été poursuivie de nouveau par un navire et deux frégates aux ordres de don Barcelo, lesquels l'avaient arrêtée, prise et conduite à Malaga. »

#### Premiers assauts (1780)

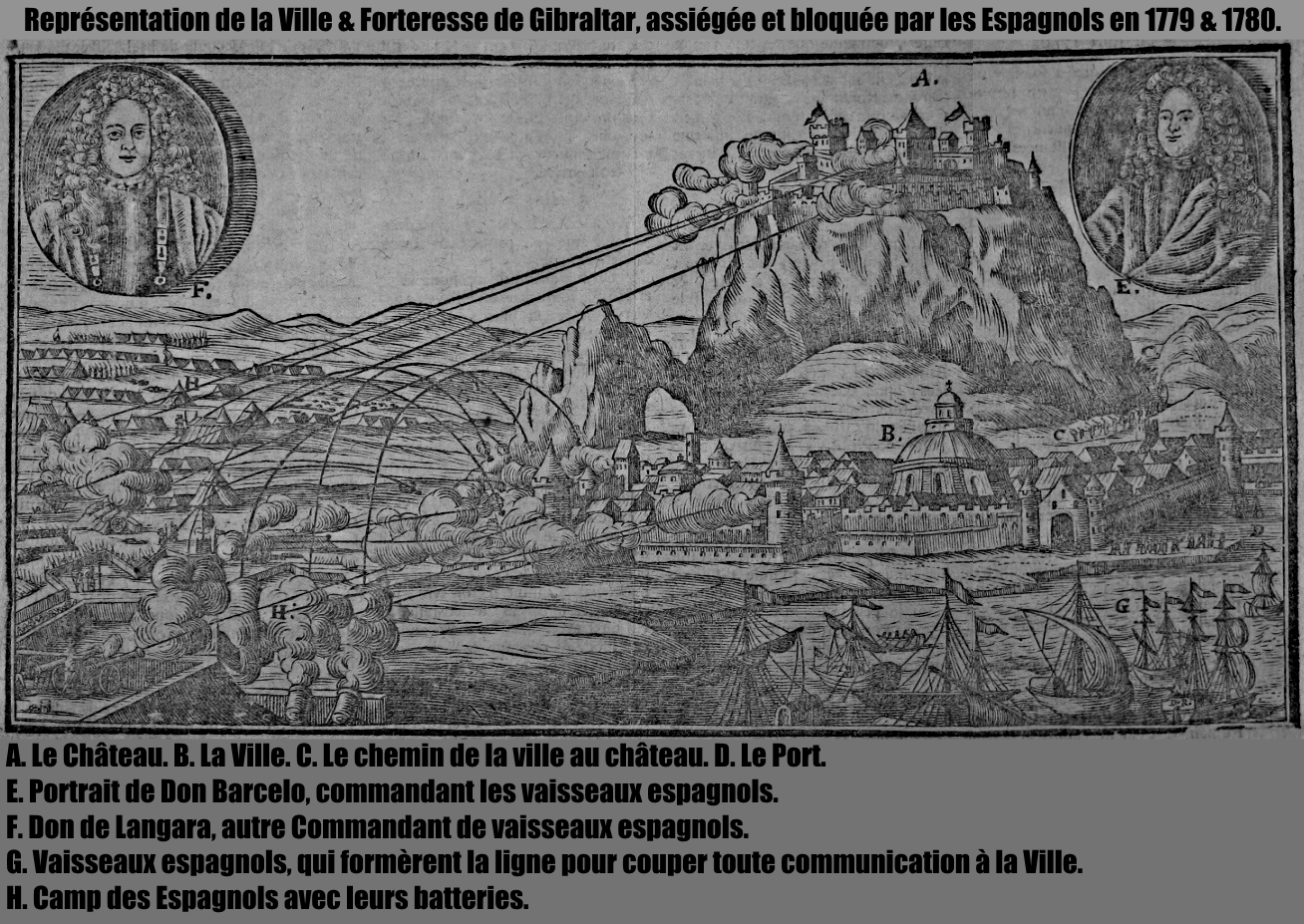
Représentation de la Ville & Forteresse de Gibraltar, assiégée et bloquée par les Espagnols en 1779 & 1780. En médaillon, portraits de Don de Langara (F) et Don Barcelo (E).

L'année suivante, les Anglais tiennent toujours et le siège franco-espagnol suit son cours, comme l'atteste le Journal historique et littéraire du 15 mai 1780 (p. 139-140) :

« Du camp de ST. ROCH (le 30 mars 1780.)

Il ne s'est rien passé ici de bien intéressant depuis quelque temps. […] Nous avons à Algésiras 6 vaisseaux de ligne, quelques frégates et chebec aux ordres de don Barcelo, chef-d'escadre. Les ennemis continuent à fortifier la pente qui descend vers la pointe de l'Europe, comme s'ils craignaient d'être attaqués par mer de ce côté-là. »

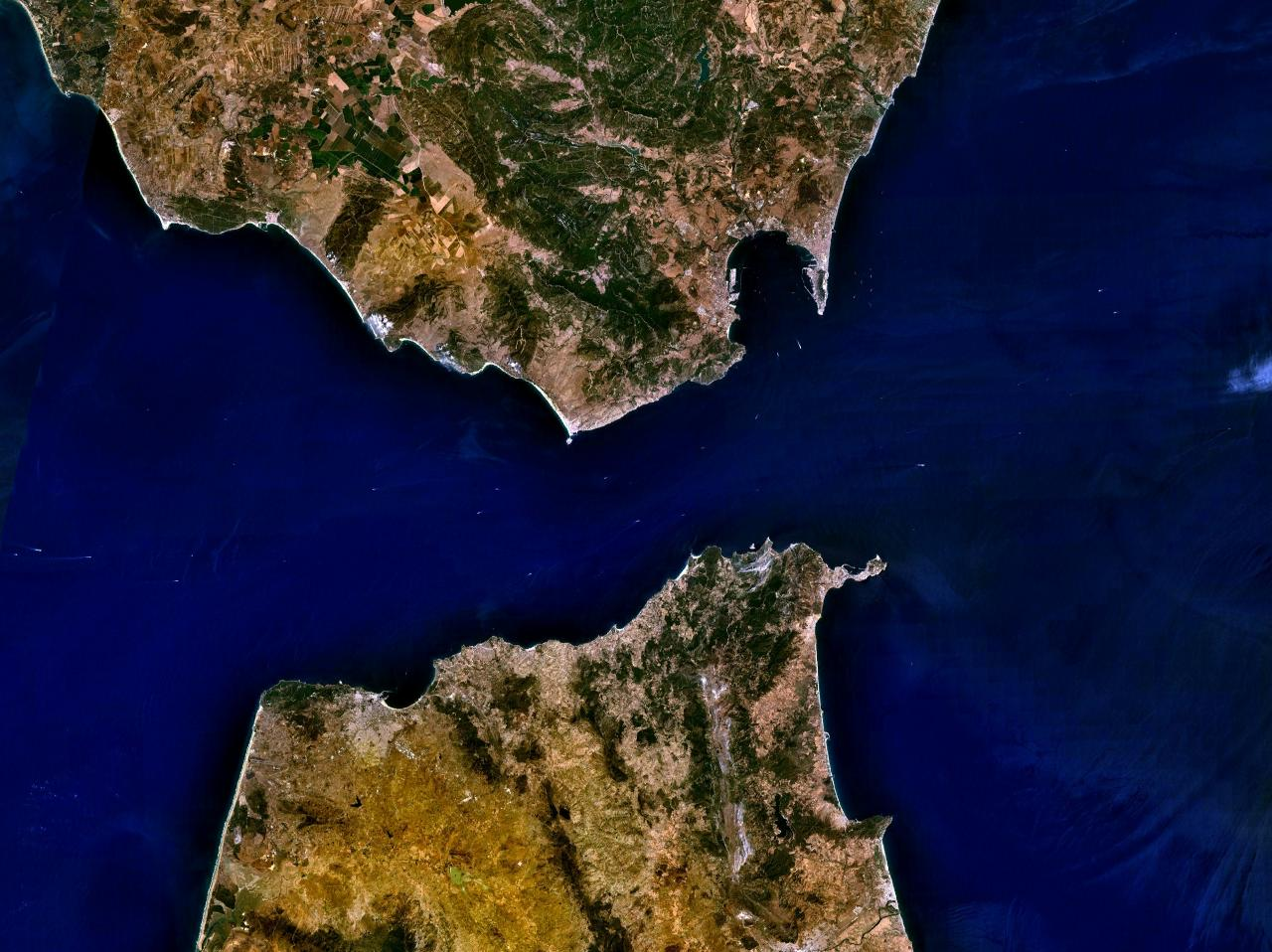
Détroit de Gibraltar.

En mai, une aide matérielle en provenance du Maroc parvint aux assiégés et des conditions météorologiques défavorables font échouer l'offensive espagnole du 10 mai; comme en témoigne l'édition de juillet 1780 (p. 385-386) :

« CADIX (le 25 mai 1780.)

[…] Quoique l'attaque formelle de Gibraltar continue de se différer, la position des ennemis dans cette place devient de jour en jour plus fâcheuse: ils manquent de vivres, surtout de charbon: bientôt la disette d'eau, qu'ils éprouvent, doit faire naître parmi eux beaucoup de maladies: tous les transfuges s'accordent sur le besoin extrême, où la garnison est a plusieurs égards: en effet, don Antonio Barcelo ferme exactement la place; et trois ou quatre petits bâtiments de la côte d'Afrique, les seuls qui y soient entrés depuis deux mois, n'ont pu apporter beaucoup de rafraîchissements. Le 10 de ce mois avait choisi pour détruire les bâtiments anglais, qui sont dans la baie : don Antonio Barcelo fit sortir les brûlots: toutes les batteries devaient les seconder; mais, le vent ayant changé tout-à-coup, les brûlots revinrent à Algésires. Les ennemis ont cherché depuis un mouillage moins exposé; mais notre brave chef-d'escadre ne les y laissera pas tranquilles, et parait résolu à profiter de la première occasion pour exécuter son projet.. »

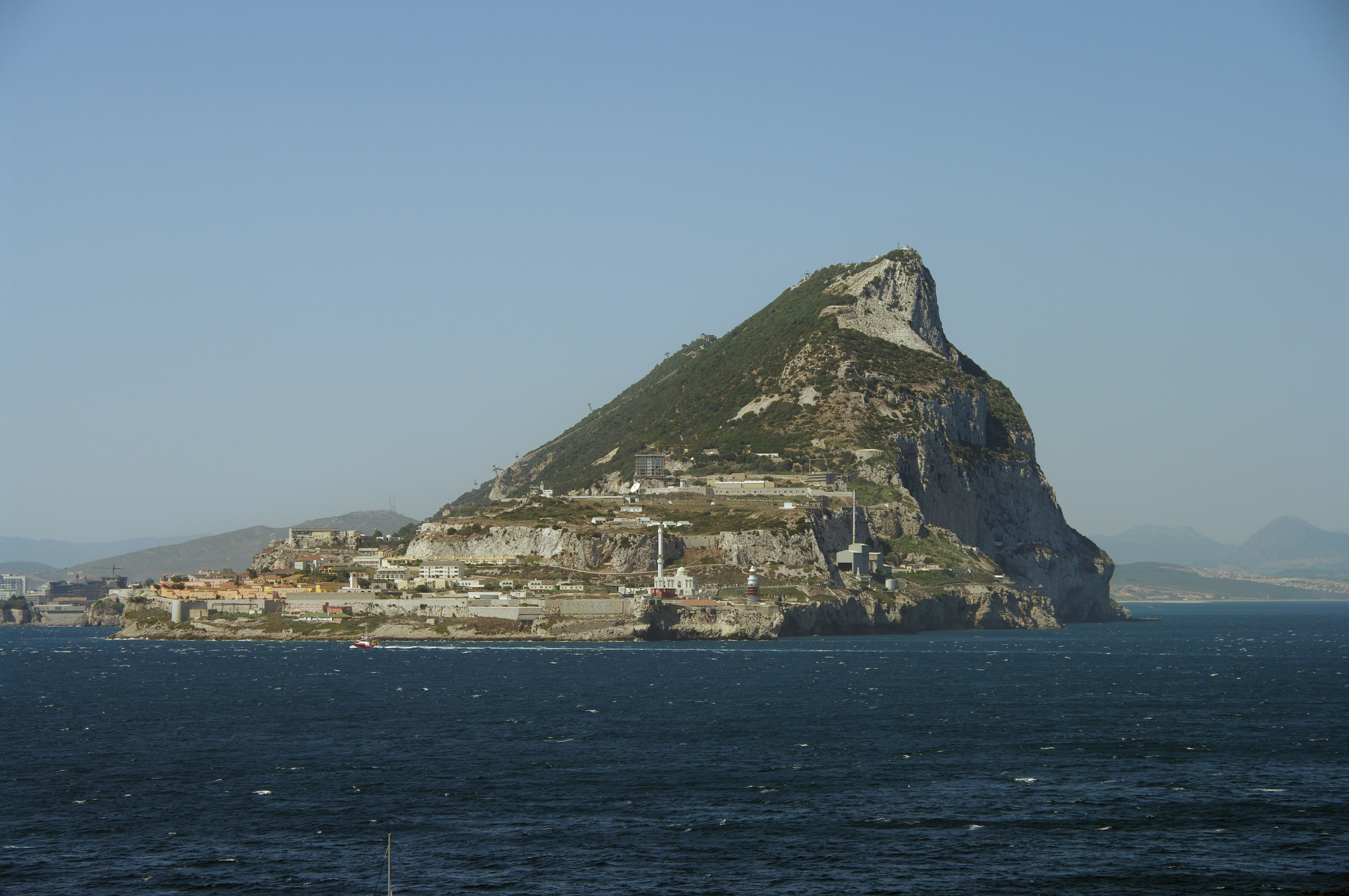
Vue sud de Gibraltar, mettant en évidence la pointe de l'Europe.

Le 7 juin 1780 une attaque nocturne similaire est menée contre les navires des assiégés, l'on dirige sur eux d'anciens navires transformés en torches. Cette fois aussi l'assaut se solde sur un échec, du fait d'une météo capricieuse et de la riposte anglaise, elle entraîne également la disparition de deux marins appartenant à l'escadre. Cette opération est décrite dans le Journal littéraire et historique d'août 1780 :

« EXTRAIT d'une Lettre d'Algésires du 18 juin 1780.

Le 7 de ce mois tout ayant été, disposé pour attaquer le vaisseau de guerre et les autres bâtiments ennemis, qui sont dans la baie de Gibraltar, 9 brûlots sortirent de ce port pendant la nuit sous le commandement de don Francisco Munnos : Le vent fut assez favorable jusqu'au moment qu'on mit le feu aux mèches : Alors il devint contraire, de manière qu'il ne fut pas possible de les diriger vers les vaisseaux, auxquels ils devaient s'accrocher: II était deux heures de nuit. Les ennemis firent un feu terrible sur ces brûlots : Ils ne les atteignirent pas; et cela était inutile, puisqu'avant d'approcher du môle ils furent entièrement consumés. Nos batteries de terre avaient ordre de joindre leur feu à celui de toutes ces machines infernales; mais voyant par leur direction, qu'il était impossible qu'elles causassent du dommage aux ennemis, nos canonniers ne tirèrent pas un seul coup. Don Antonio Barcelo s'était avancé avec le St. Michel qu'il monte, ses frégates et ses chebecs, pour contenir les Anglais, et les empêcher de sortir de la baie: La précaution ne servit à rien: Aucun des vaisseaux ennemis ne quitta son mouillage. Ce mauvais succès à fort affligé notre général ainsi que don Francisco Munnos, qui est un excellent officier. Par bonheur qu'il n'a péri personne dans cette expédition, excepté peut-être deux matelots du brûlot l'Eméraude, dont on ignore le sort »

.

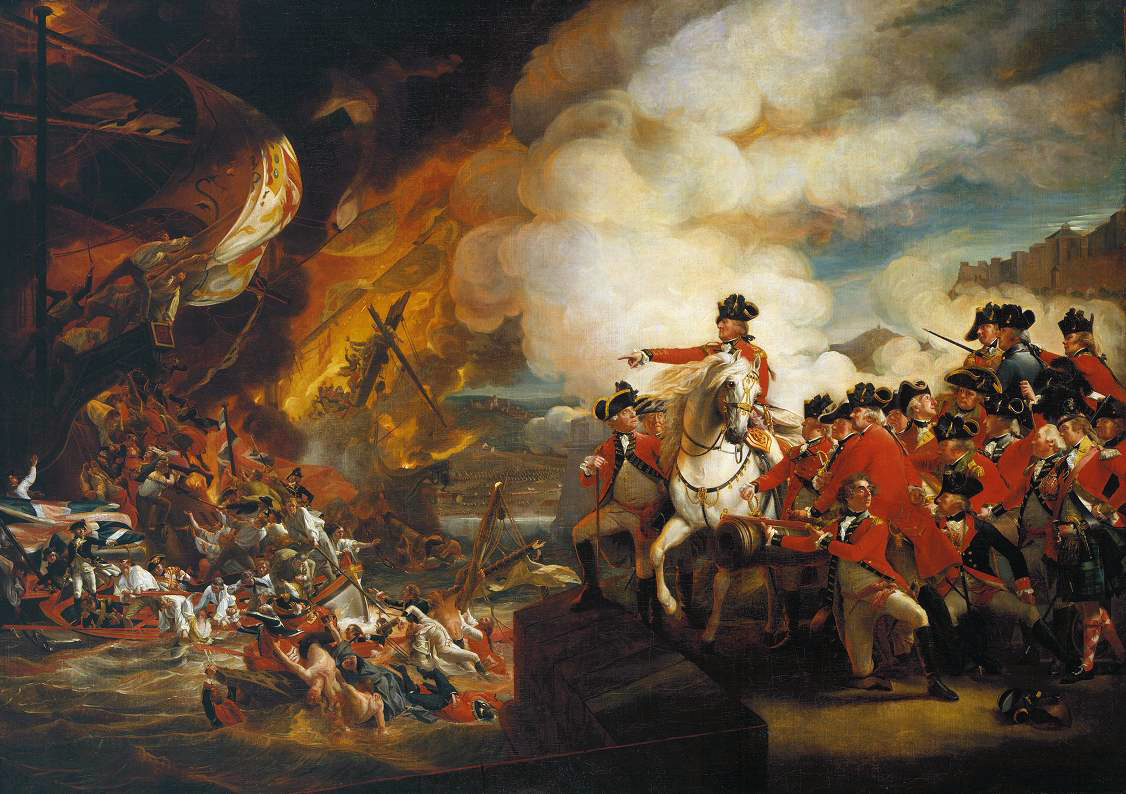
La défaite des batteries flottantes à Gibraltar. (1783)

Une troisième attaque a lieu quelques jours plus tard, cette fois il s'agit de l'essai d'un nouveau type d'arme qui parait dans le Journal littéraire et historique d'août 1780 :

« ALGÉSIRES (le 29 juin 1780.)

Le chef d'escadre don Antoine Barcelo ayant résolu d'éprouver deux chaloupes à canon de 24 livres de balle de nouvelle invention, et deux autres qu'on lui a envoyé de Carthagène, il ordonna la nuit du 26 aux équipages de ces bâtiments de faire feu sur le vaisseau de guerre la Panthère qui est dans la baie de Gibraltar; et en effet à l'aide d'un certain nombre d'autres bâtiments et en conséquence des ordres du général elles commencèrent la canonade à deux heures et demie du matin à une demi-portée de canon du vaisseau, sans que celui-ci ni les batteries de terre qui firent un feu très-vif, aient été en état de diminuer le nôtre qui finit à trois heures et demie, parce que le jour devenait trop grand. Nous n'avons reçu aucun dommage, mais nos sentinelles ont observé que le vaisseau ennemi avait souffert dans le corps et dans la ure. »

En novembre, un article paru dans la revue suisse francophone Nouveau journal helvétique ou Annales littéraires et politiques de l'Europe et principalement de la Suisse (p. 120-121) témoigne de l'aide extérieure matérielle supplémentaire, eau potable et nourriture, apportée de nuit aux assiégés par douze navires anglais; par ailleurs il illustre le respect des usages malgré les hostilités et le blocus.

« Cadix. novembre 1780

On apprend du camp de Saint-Roch, que la nuit du 30 septembre un corps de troupes fut chargé de dévaster et de brûler les jardins du gouvernement de Gibraltar, qui s'étendaient jusqu'à la tète de nos lignes. […] Les ennemis n'ont pas été moins inquiétés du côté du détroit. Don Barcelo s'est emparé d'une balandre, d'une frégate marchande et d'un autre petit bâtiment qui sortait de la baie. Sur la balandre était la femme d'un colonel Anglais qui sert dans Gibraltar : elle emmenait cinq enfants. Le gouverneur comprenant combien il lui serait difficile d'échapper à don Barcelo, lui avait donné une lettre de recommandation pour don Juan de Lángara. Cette lettre a produit l'effet que l'on avait lieu d'espérer, et cette dame a été reçue et traitée, ainsi que sa famille, avec les plus grands égards. Quatorze navires anglais, chargés de vivres et de rafraîchissements de toute espèce, ont attendu sur les côtes de Portugal, à Lagos, près du cap Saint-Vincent, le premier coup de vent d'ouest, et en ont profité pour s'approcher de Gibraltar: le vent et la nuit les ont si bien favorisés, que le chef d'escadre Barcelo n'a pu en intercepter que deux, et Gibraltar a vu arriver les douze autres dans sa rade. »

#### Destitution et réhabilitation (1781-1783)
Mais le siège Franco-Espagnol perdure et le 25 mars 1781 le dossier passe aux mains du Général Antonio Rodríguez de Valcárcel qui destitue don Antoine Barcelo.
Ce dernier est réhabilité en 1782 et est à nouveau nommé chef du blocus jusqu'en 1783. Le siège est levé le 7 février de cette année sans que le rocher ne soit pris; La guerre prend fin le 3 septembre avec la signature du traité de Paris qui scelle la défaite des Britanniques.

### Bombardements d'Alger (1783, 1784)

#### Premier bombardement (1783)

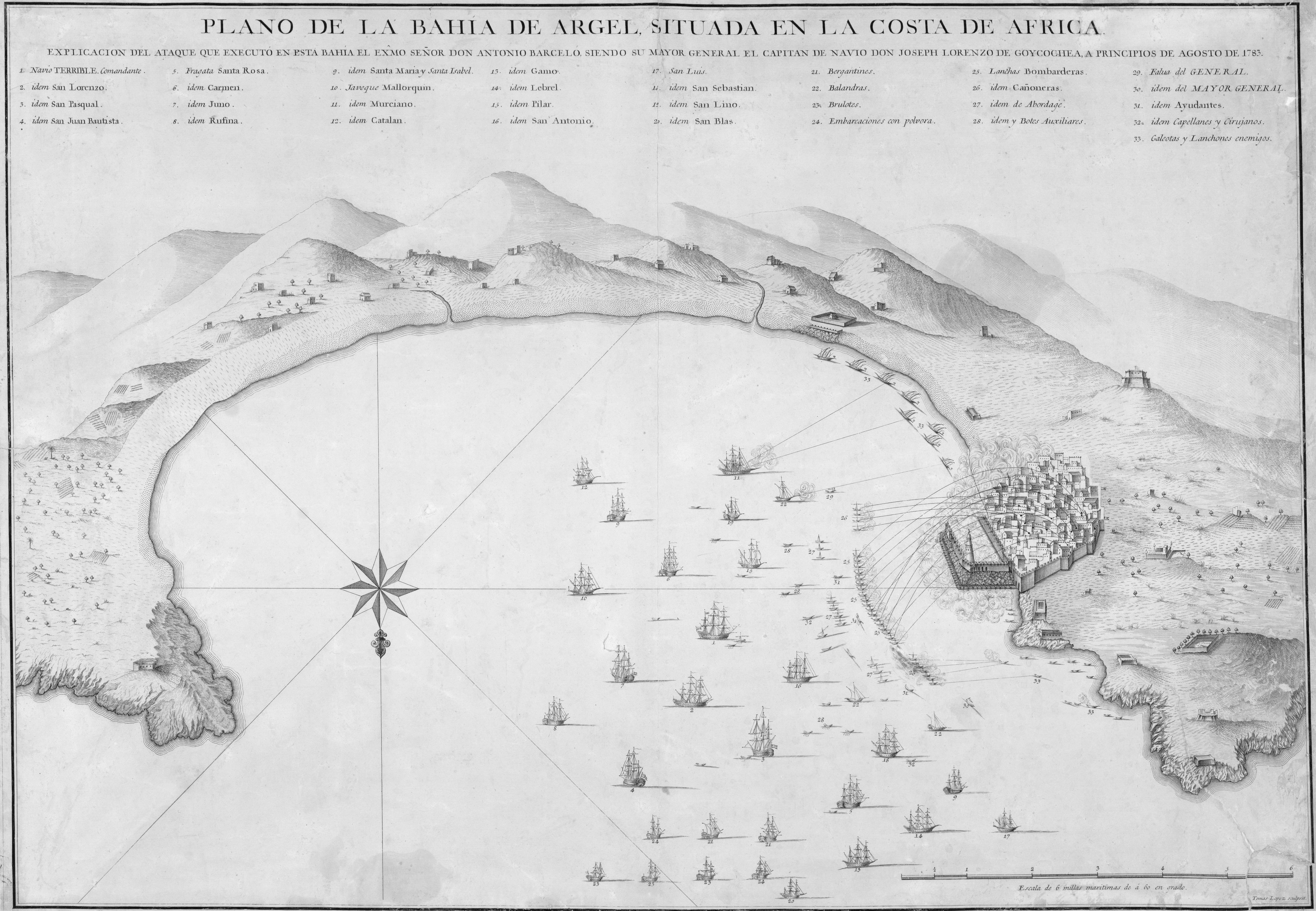
Plan de la baie d'Alger, située sur la côte d'Afrique. Explication de l'attaque qu'a exécuté dans cette baie L'Excellentissime Monsieur Don Antoine Barcelo, son major-général étant le capitaine de vaisseau don Joseph Lorenzo de Goycochea, début août 1783.

Le 1er juillet 1783, il part de Carthagène à la tête d'une escadre de vingt-cinq embarcations. Le 1er août commence le bombardement d'Alger, repère des barbaresques, qui va durer jusqu'au 9 août. En récompense pour cette action, le roi Charles III d'Espagne l'élève au rang d'Amiral (Teniente General) soit l'avant-dernier échelon de la marine espagnole, excepté le roi lui-même (capitaine général).

#### Second bombardement (1784)

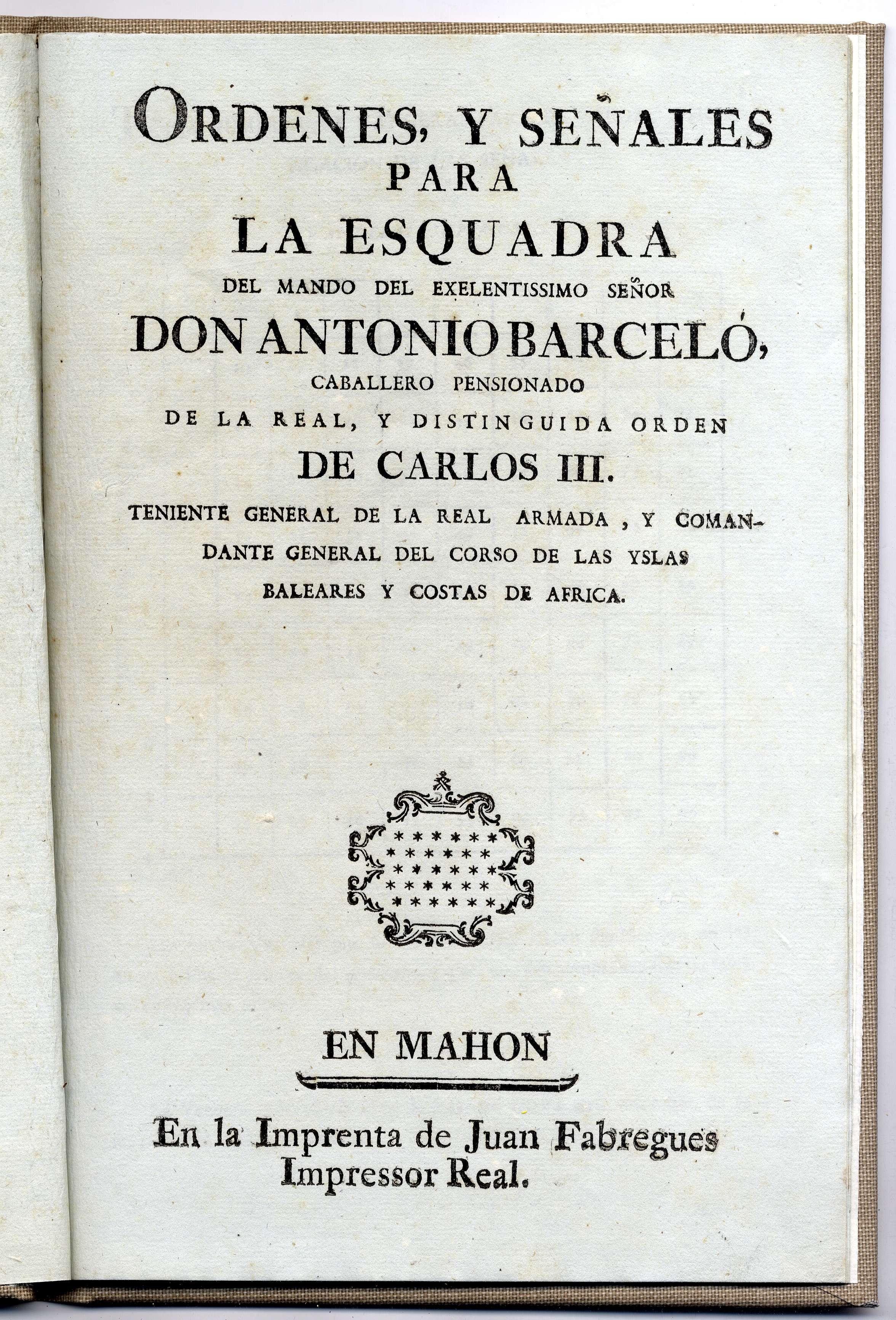
Ordres, et signaux pour l'escadre sous mandat de l'excellentissime don Antoine Barcelo, chevalier pensionnaire du royal et distingué Ordre de Charles III. Lieutenant-Général de la Marine Royale, et Commandant Général du corso des îles Baléares et des côtes d'Afrique. (1784)

Les préparatifs d'un second bombardement d'Alger, lui aussi dirigé par don Barcelo, débutent dès la fin 1783 comme l'atteste Jean-François de La Harpe dans la revue Mercure De France du 3 janvier 1784 (page 21):

« DE MADRID, le 5 décembre 1783.

On assure que D. Antonio Barcelo a reçu des ordres à assembler à Minorque une nouvelle escadre de vaisseaux de guerre, frégates, chaloupes canonnières et bombardières, destinée dit-on, à une seconde expédition contre Alger, qu'il conduira comme la première. »

Quelques jours plus tard, dans la même revue Mercure De France, La Harpe explique les motivations de ce nouveau bombardement, dévoile son souhait personnel de voir se former une coalition européenne contre les ports ottomans, et révèle les intentions de la cour espagnole, créer les conditions favorables à un soulèvement populaire contre le Dey Mohammed Ben Othman en vue de mettre fin à la piraterie en Méditerranée :

« DE MADRID, le 20 décembre 1783.

Les déprédations continuelles des corsaires barbaresques, les insultes qu'ils commettent journellement contre plusieurs pavillons, et ceux - mêmes avec lesquels ils sont en paix, semblent attirer l'attention de toutes les Puissances qui commercent dans la Méditerranée, on dit que quelques-unes se joindront aux forces Espagnoles pour donner une leçon à ces barbares. Pendant que le chef d'escadre D. Antonio Barcelo ira, le Printemps prochain faire une nouvelle visite à la ville d'Alger, on croit que d'autres nations enverront chacune une escadre pour bloquer Tunis et Tripoli, qui ne pourront par conséquent prêter aucun secours à Alger pendant qu'on l'attaquera. Il y a longtemps que les Puissances maritimes auraient dû se réunir pour détruire ces Pirates, qui font tant de tort au commerce et à la navigation. Des Bâtiments étrangers revenant d'Alger, et qui ont mouillé dans nos Ports, rapportent qu'il y a beaucoup de fermentation dans cette Ville. Le peuple en général désire la paix, et montre beaucoup de mécontentement de l'opposition du Dey à ce vœu. S'il faut les en croire, ils ne seront pas fâchés de revoir le chef-d'escadre don Barcelo devant leur port; ils profiteront de cette occasion pour se soulever contre le Dey, et le forcer, les armes à la main, de faire un accommodement avec les Espagnols. »

Un même contexte de radicale scission entre le peuple et les autorités d'Alger est rapporté par François-Xavier de Feller dans le Journal historique et littéraire de février 1784 :

« MADRID (le 8 janvier 1784.)

On parle toujours d'une nouvelle expédition contre Alger; on sait du moins que D. Antonio Barcelo prépare une escadre qu'on croit devoir avoir cette destination. Selon des lettres de Carthagène, on y a reçu des avis de cette régence barbaresque, qui portent que le peuple désire la paix avec l'Espagne, et que le Dey persiste à refuser de s'y prêter. Cette division dans les opinions du prince et des sujets, nuit nécessaireirement aux préparatifs de défense, et prépare peut-être à une émeute, si D. Antonio Barcelo va faire encore une visite à cette ville. »

Cette ligue envisagée par Jean-François de La Harpe a finalement lieu puisqu'en 1845 dans les Annales de la Société d'agriculture, sciences, arts et belles-lettres du département d'Indre-et-Loire (page 125) on pouvait lire :

« L'Ordre de Malte réunissait alors ses galères aux escadres vénitiennes, espagnoles et portugaises ; et sous le commandement général de l'amiral espagnol don Barcelo, cette flotte puissante exécuta un bombardement contre Alger. »

Cette fois-ci l'escadre est formée de cent-trente navires, emportant 1 250 canons et 14 572 hommes et quitte Carthagène le 28 juin. Le combat débute le 12 juillet.
Après ce second bombardement, la régence d'Alger se décide à signer un pacte mettant fin à la piraterie.

### Sièges de Ceuta (1790, 1791)
En 1790, alors qu'il est âgé de 73 ans, le roi Charles IV d'Espagne lui confie le commandement de la flotte stationnée à Algésiras avec ordre de briser le siège que le sultan Al-Yazid du Maroc vient de mener sur l'enclave de Ceuta. Mais quand don Barceló arrive les Marocains avaient déjà levé le siège.
La situation se reproduit en 1791 avec une attaque marocaine, mais entre intrigues et indécisions, l'assaut que s'apprêtait à mener don Barceló n'a finalement pas lieu et le 28 juillet 1792 il retourne à Palma de Majorque, où il passe le restant de ses jours.

### Fin de carrière

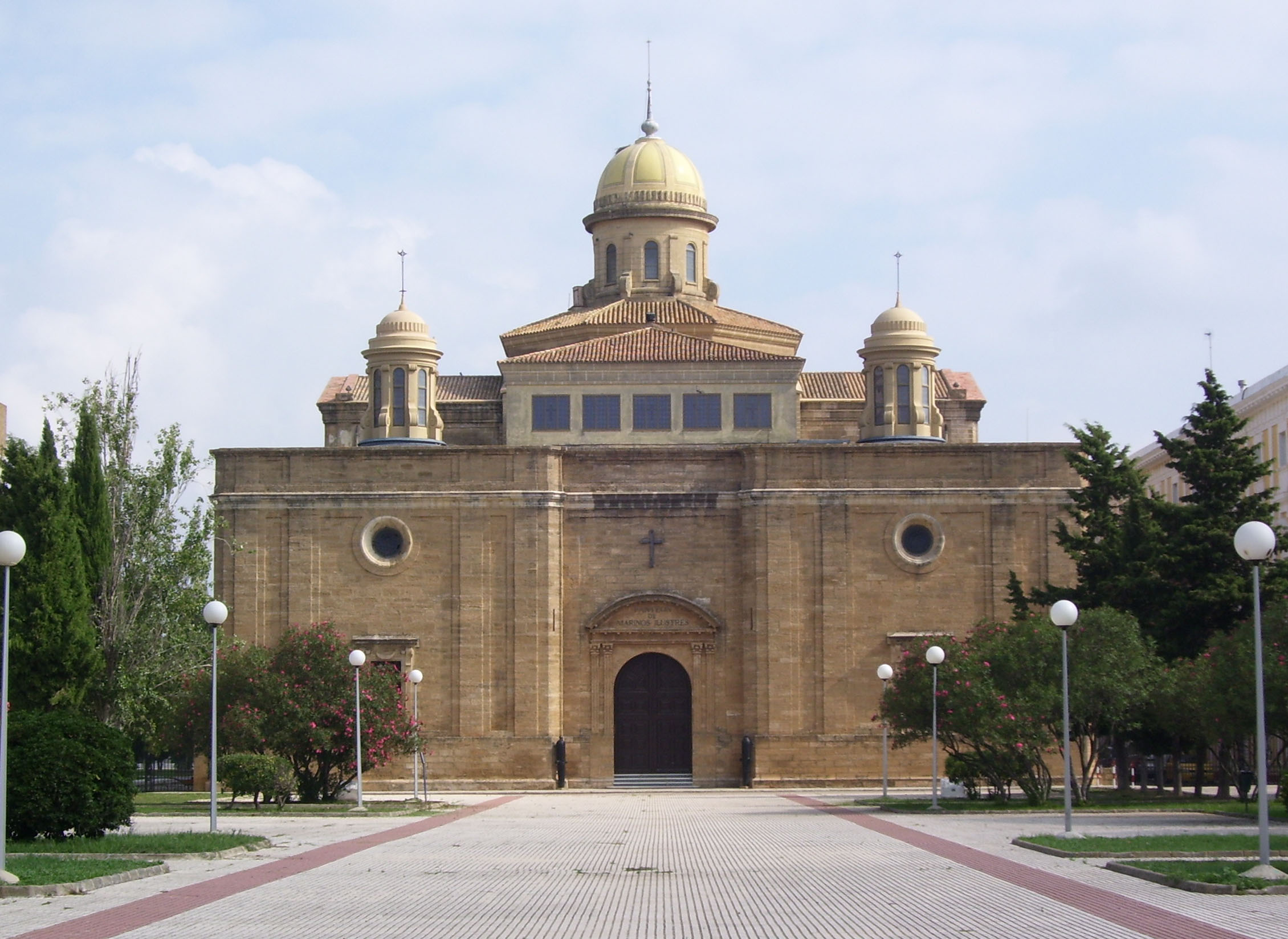
La paroisse de Santa Creu s'oppose au transfert de la dépouille de don Barcelo au Panthéon des marins illustres de San Fernando.

Il meurt le 30 janvier 1797, à l'âge de 80 ans, et est inhumé à la chapelle de Saint Antoine à l'église de la Santa Creu. En hommage aux services rendus à la couronne espagnole, il est inscrit au Panthéon des marins illustres de San Fernando en Andalousie.
Son avis de décès dans, la gazette francophone, Journal historique et littéraire paraît ainsi :

« Dom Antoine Barcelo, chef d'escadre, surnommé "La Terreur des Africains" est mort à Barcelone d'une fièvre maligne qui l'a emporté en sept jours, au grand regret de toute la nation. »

## Postérité

### Panthéon des Marins Illustres
Les restes de don Barcelo doivent être transférés au Panthéon des marins illustres de San Fernando mais la paroisse de la Santa Creu s'y oppose.
La rue Calle Barceló de San Fernando, qui jouxte celle des "héros des Baléares" (Calle Heroes del Baleares), est vraisemblablement un hommage supplémentaire de la ville à l'amiral.

### Monuments

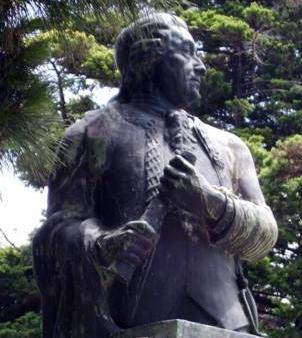
Buste en bronze de don Antoine Barcelo par Remigia Caubet, Palma de Majorque.

En 1971, le sculpteur majorquin Remigia Caubet a réalisé un monument en hommage à don Antoine Barcelo. Ce monument localisé à Palma de Majorque se compose de trois pièces de deux matières différentes, la pierre et le bronze. Un buste en bronze représentant l'amiral tenant une longue-vue est disposé sur un bloc de pierre aligné à la verticale. En contrebas, un autre bloc placé à l'horizontale contient la plaque commémorative suivante :
« Al patrón / Au patron
don Antonio Barceló / don Antoine Barcelo
Teniente General / Lieutenant Général
de la Real Armada / de la Marine Royale d'Espagne
1717 - 1797 / 1717 - 1797
La Cámara de Comercio. / La Chambre de Commerce »
D'abord érigé sur l'embarcadère ouest (muelle de Poniente), le monument est déplacé, dix ans plus tard en 1981, sur le bord de mer (Paseo Marítimo) à l'entrée du club nautique (Club de Mar).

### Navires portant le nom de l'amiral

#### Marine espagnole
Marine marchande

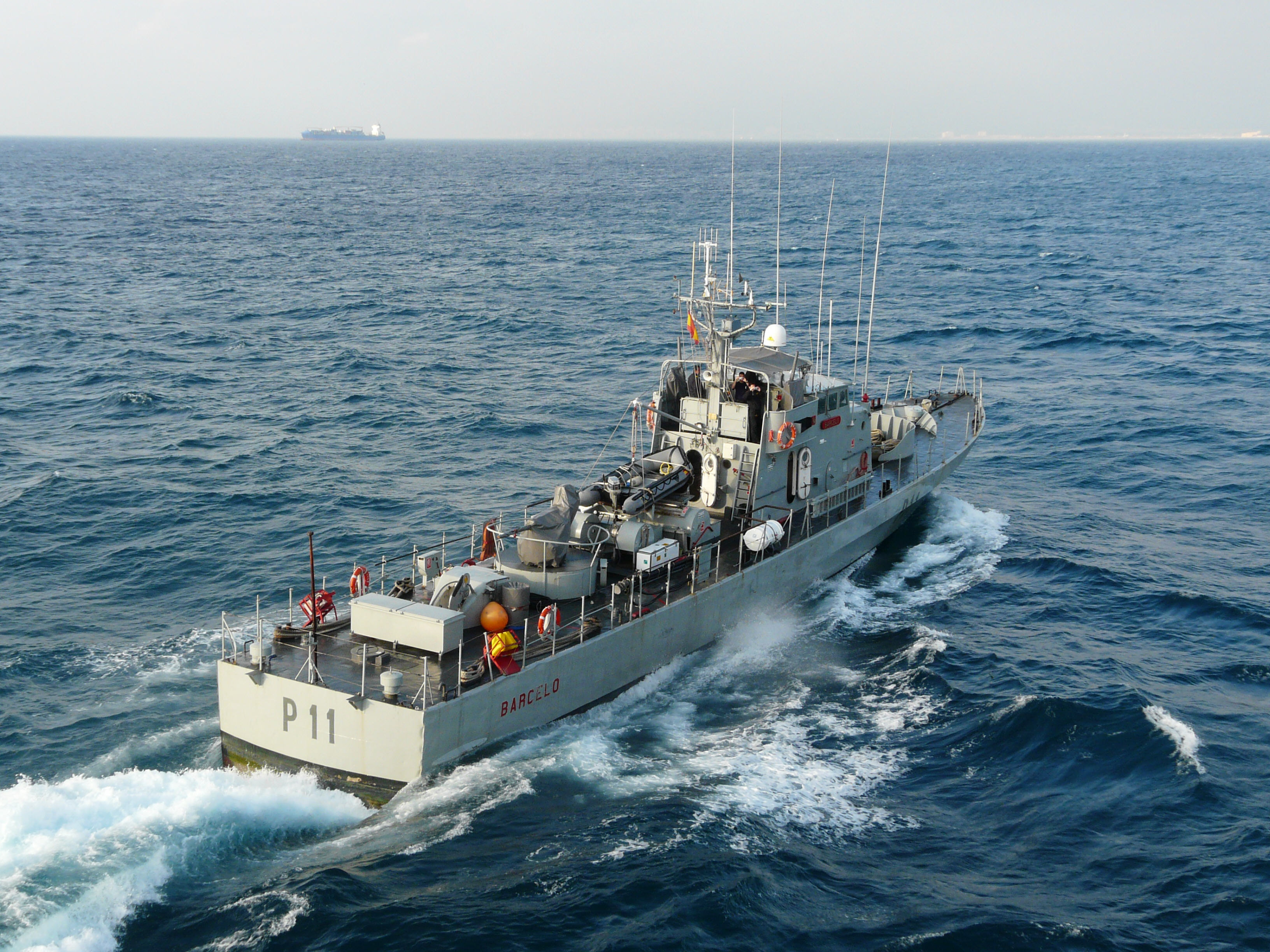
Patrouilleur rapide (FPB) Barcelo (P-11) de la classe Barcelo.

- General Barceló (vapeur) : le vapeur Barcelonés construit en 1847 à Blanes est racheté dans les années 1860 par la compagnie espagnole Empresa Mallorquina de Vapores qui l'utilise comme transméditerranéen entre Palma de Majorque et Valence.
- Barcelo (371) : le Montebello de la Wilson Line fabriqué en Angleterre en 1890, est racheté par la compagnie valencienne des courriers d'Afrique et est rebaptisé Barcelo (371) en 1910 pour être utilisé comme transméditerranéen. Il est réquisitionné par la Santé Militaire espagnole pour les besoins de la guerre du Rif et est converti en navire-hôpital en 1919.

Armada royale
- Barcelo (129): L'armada espagnole a rendu hommage à l'amiral don Barcelo avec le sloop de première classe Barcelo (129) monté par le capitaine (teniente de navío) Manuel Croquer y Somodevilla depuis le 9 février 1847. Il a été acheté à Cadix en 1844 et était armé de 4 canons avec un équipage comprenant un lieutenant (alférez de bavío), un pilote de troisième grade, trois officiers de mer, cinq officiers de troupes et 46 marins[73].
- Barcelo (torpilleur): Le torpilleur de seconde catégorie Barcelo construit en 1886 au chantier naval Normand du Havre en France[74],[75]. Son navire jumeau était le torpilleur Bustamante[76].
- Barcelo (P-11): Plus tard le patronyme de l'amiral est à nouveau honoré par l'Espagne, cette fois avec la classe Barcelo[77]. Celle-ci désigne une série de patrouilleurs de type Fast Patrol Boat ("patrouilleur rapide") commissionnée par la marine espagnole (1970-1977) puis chilienne, mauritanienne et congolaise[78]. Le premier patrouilleur, Barcelo (P-11), entre en service en 1976 à la base de Cadix, Andalousie et en est retiré en 2009; Il a été construit en 1975 par le chantier naval Lürssen de Brême en Allemagne, les 15 suivants par Bazán de San Fernando, Espagne[79].

#### US Navy

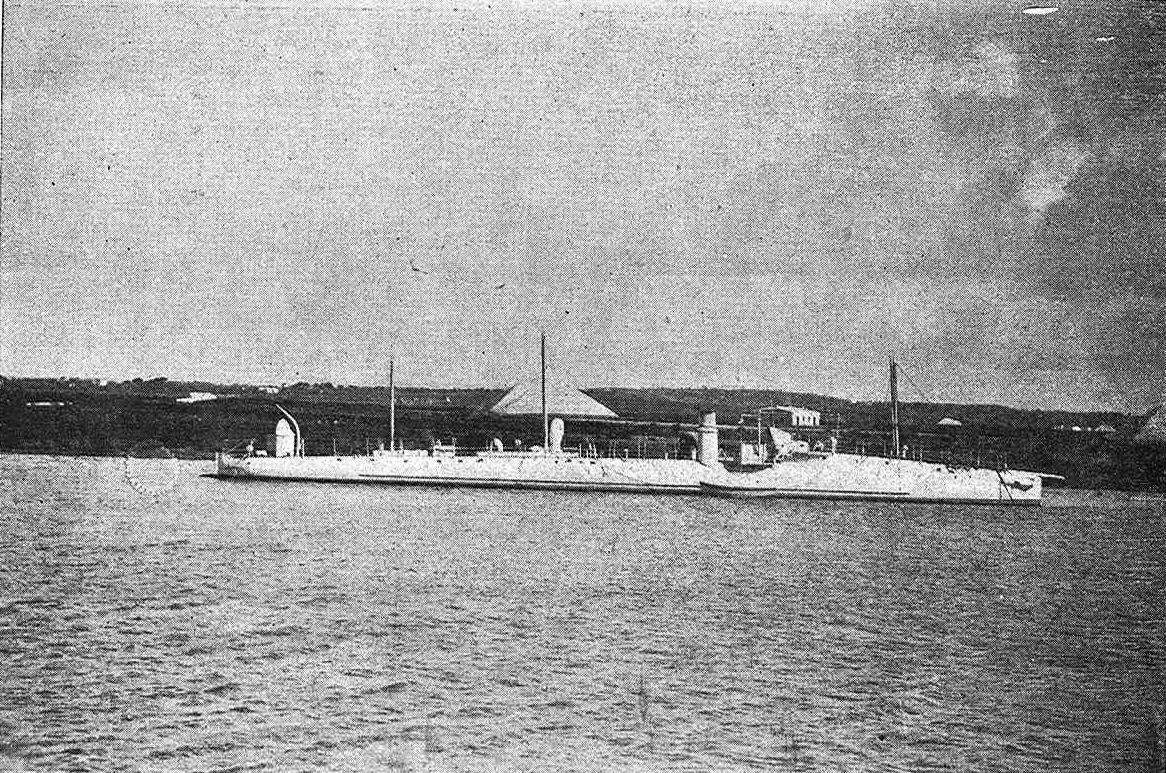
Le torpilleur Barcelo, alias USS Barcelo (YT-105), construit en France par les chantiers du Havre en 1886.

- USS Barcelo (YT-105): Le torpilleur espagnol Barcelo est capturé à Cavite aux Philippines par les Américains dans la foulée de la Bataille de la baie de Manille, le 1er mai 1898[80]. Il est rebaptisé par l'US Navy USS Barcelo, ou informellement "Barcelo-I", et continue la campagne des Philippines à l'issue de laquelle il est décoré de la Spanish Campaign Medal. Il est finalement converti en remorqueur (Yard Tug) et prend la désignation USS Barcelo (YT-105) en 1920.
- USS Barcelo (IX-199): En 1944, l'US Navy donne naissance à un "Barcelo-II"[81], en mémoire des actions de don Barcelo durant la Guerre d'indépendance américaine. Ainsi l'USS Raymonde (AMb-17), un dragueur de mines construit en 1929 à Essex, Massachusetts par le chantier naval Storey Shipbuilding Corporation est rebaptisé USS Barcelo (IX-199)[82],[83].

### Tradition orale
Plusieurs œuvres et dictons de tradition orale ont été dédiées à don Barcelo notamment :
- Don Pedro Montegón (jésuite), Oda XV, A Don Antonio Barceló (in Odas, Imprenta de Sancha, Madrid, 1794)
- Campins i Pont (rénovée), Canso den Barcelo (1849)

### Toponymie
Baie Barcelo
En 1786, un navigateur espagnol, le commandant Cordova (Comandante Córdoba) rend hommage à l'amiral en baptisant Baie Barcelo (Bahía de Barceló) le lieu qui est situé au Chili sur la côte nord du détroit de Magellan (53° 30' Latitude et 72° 34' Longitude) à l'Est de la côte d'Osomo (Paso Tortuoso alias Crooked Reach), à l'Ouest du Cap Quod (Cabo Quod) et à proximité de l'île Charles III (Isla Carlos III).

### Odonymie

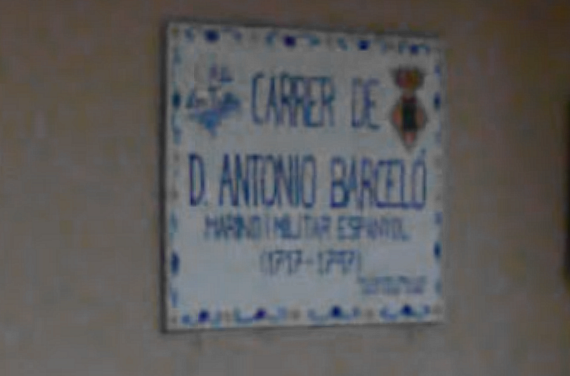
Rue Carrer de D. Antonio Barceló à Castellón de la Plana en mémoire de don Antoine Barcelo « marin et militaire espagnol ».

Plusieurs rues sont baptisées « calle General Barceló » en Espagne.
Rues portant le nom de l'amiral notables:
- Calle de Barceló à Madrid où est situé le Mercado Barcelo (marché Barcelo),
- Carrer de l'Almirall Barceló, une rue à Barcelone, province de Barcelone,
- Calle del Capitán Barceló, une rue à Felanitx, province des Baléares,
- Calle de General Barceló, une rue à Melilla, ville autonome espagnole sur le rif marocain,
- Carrer de D. Antonio Barceló, une rue à Castellón de la Plana, province de Castellón.

### Marché de Barcelo

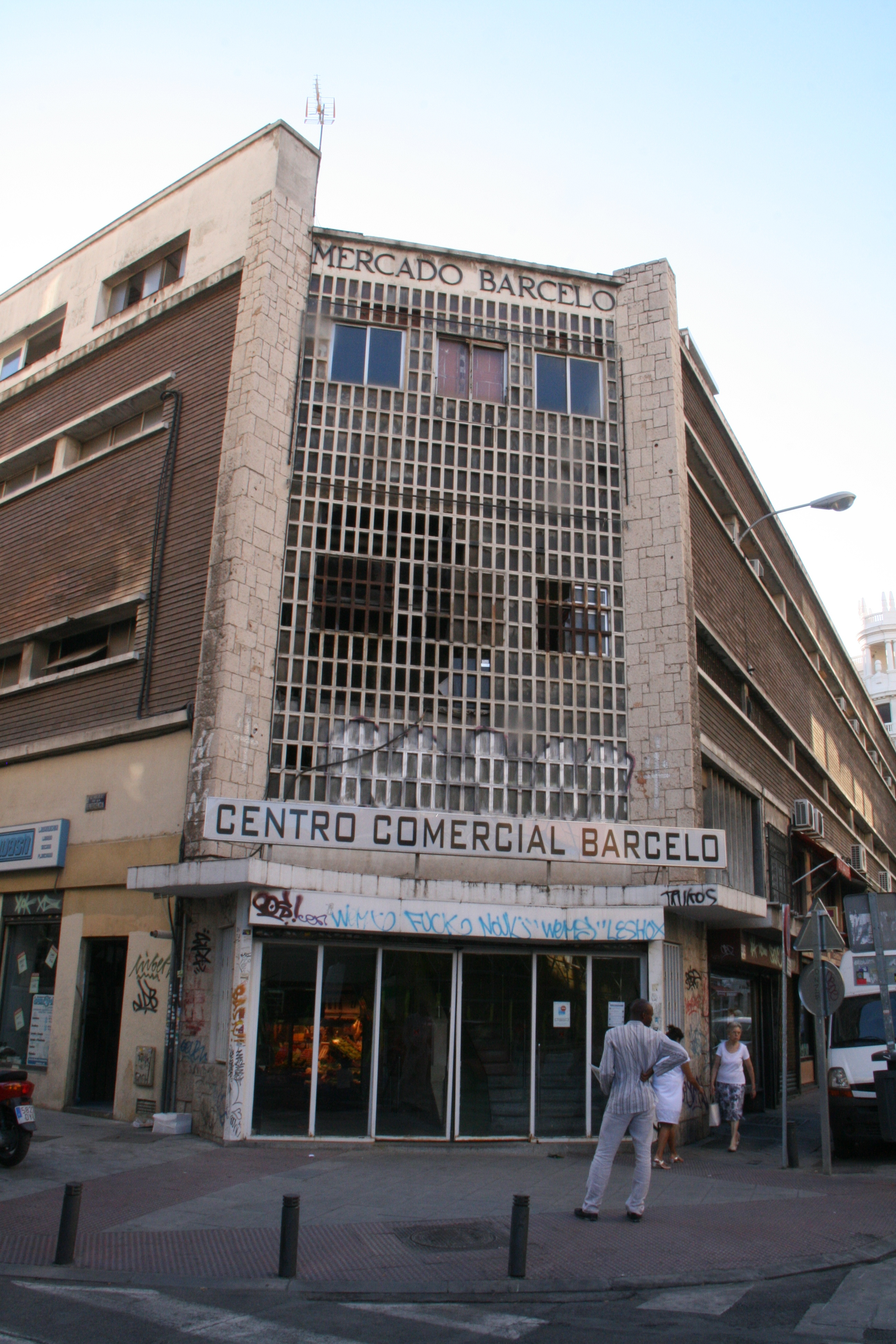
Le vieux Mercado Barcelo (« marché Barcelo ») de Madrid avant sa démolition.

Le Mercado Barcelo (ou Mercado de Barceló, lit. « marché Barcelo ») est une zone marchande de la rue de Barcelo (Calle de Barceló) située à Madrid, capitale de l'Espagne. L'actuel marché est sur le point d'être démoli pour être remplacé par un nouvel espace 50 % plus grand ; cette rénovation s'inscrit dans le cadre de la réforme urbaine de la ville.
À la suite de l'offre de marché portant sur le nouveau Mercado Barcelo, la maquette des architectes Enrique Sobejano et Fuensanta Nieto a été sélectionnée, par le maire madrilène Alberto Ruiz-Gallardón, parmi 76 projets. Le vieux marché qui hébergeait 113 commerçants jusqu'en 2009 verra la superficie de sa galerie marchande passer de 4 045 m2 à 6 951 m2. Le nouveau marché sera pourvu d'une salle de sport, de 45 logements, d'une école et d'un espace vert accru de 11 000 m2.
En décembre 2007 son ouverture était prévue pour la fin 2010, ou le début 2011.

## Biographie
- Don Antonio Barceló. Almirante de la Real Armada y corsario del Rey, par Ramón Codina Bonet, édité par Publicaciones de Defensa (Gouvernement Espagnol / Ministère de la Défense), 2010  (ISBN 9788497815529) (es)
- Don Antonio Barceló y Pont de la Terra, de patrón de jabeque-correo a Teniente General de la Real Armada. Corsarismo y operaciones marítimas en el Mediterráneo en el siglo XVIII, par Gómez Vizcaíno et Juan Antonio, édité par Aglaya, imprimé à Murcia, 2007,  (ISBN 9788495669797) (es)
- Barceló, Agustin R. Rodriguez Gonzalez, collection Gent Nostra no.85, edicions de Nou Art Thor, 1990 (ca)
- El General Barcelo, Gabriel Aner Manila, collection Biografies de Mallorquins, 1984 (ca)
- El capità Toni, Maria Montserrat Oller i Torres, Volume 33 de La Xarxa, Abadia de Montserrat, imprimé à Barcelone, 1980 (ca)
- Barcelo, Enrique Corma, collection Temas Españoles 262, Publicaciones Españolas, 1956 (es)